# Le Flon (Lausanne)
Pour les articles homonymes, voir Le Flon.

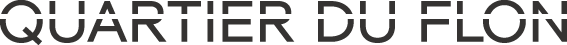
Logo du Quartier du Flon.

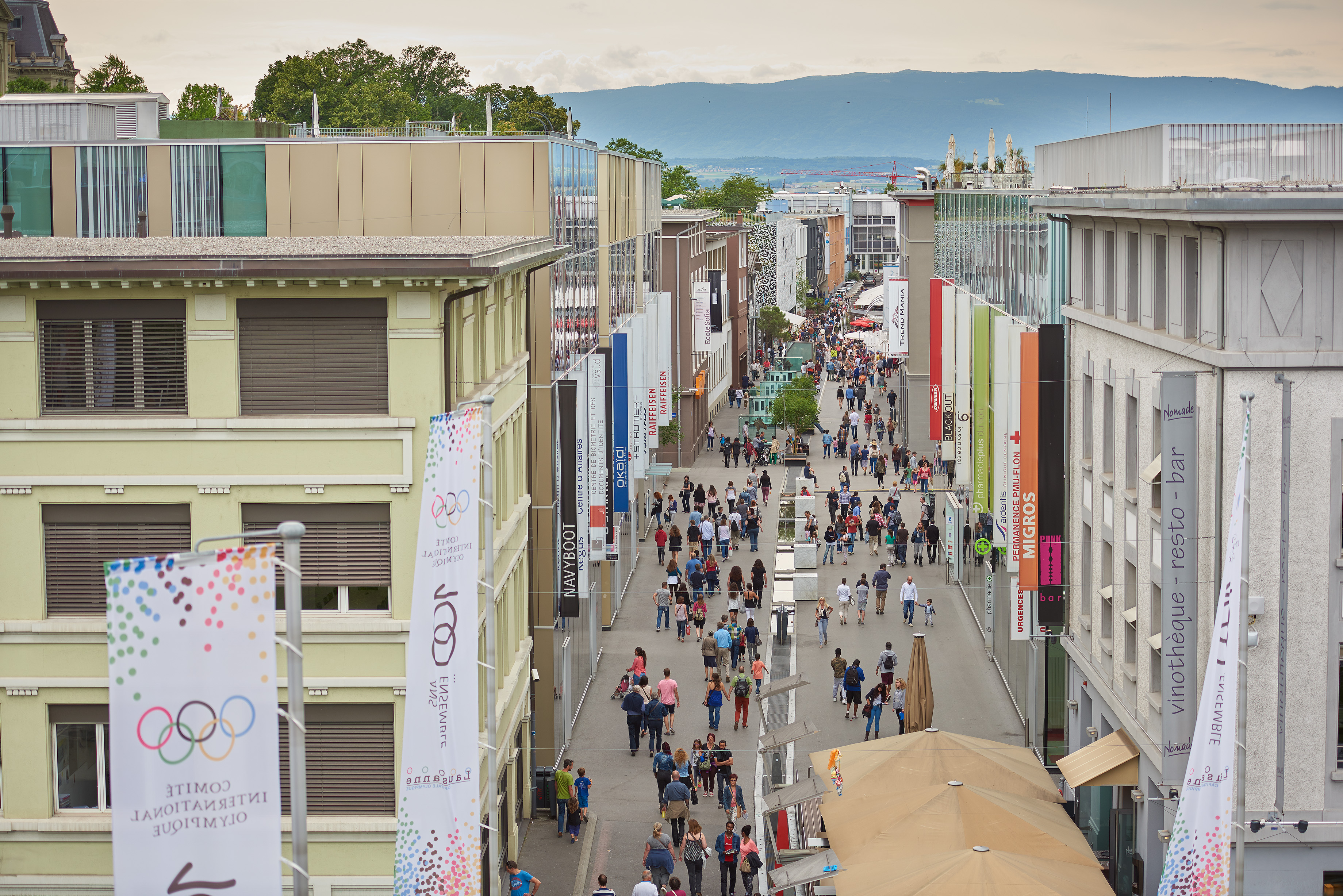
Vue du quartier.

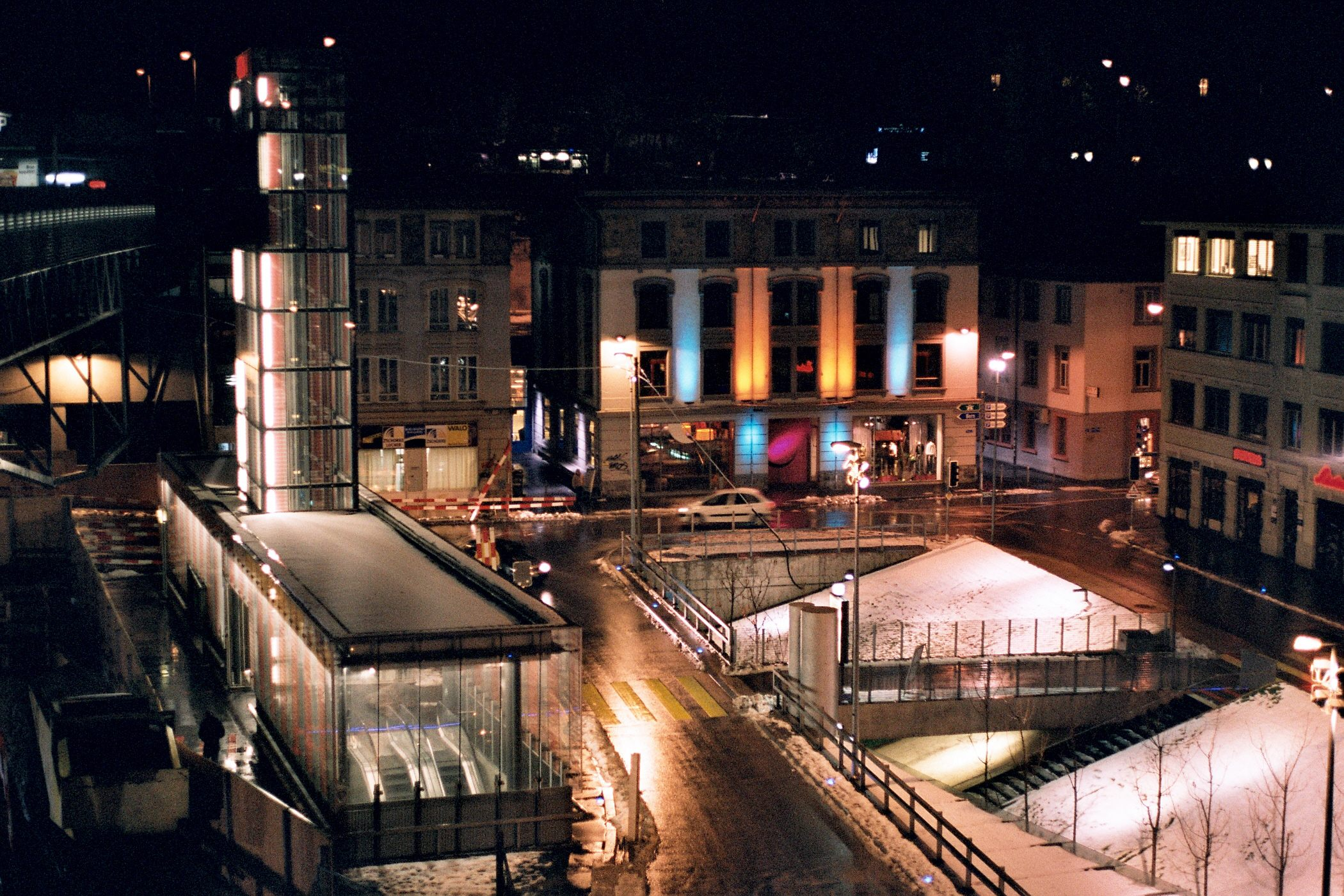
La partie ouest de la Place de l'Europe, en hiver, la nuit.

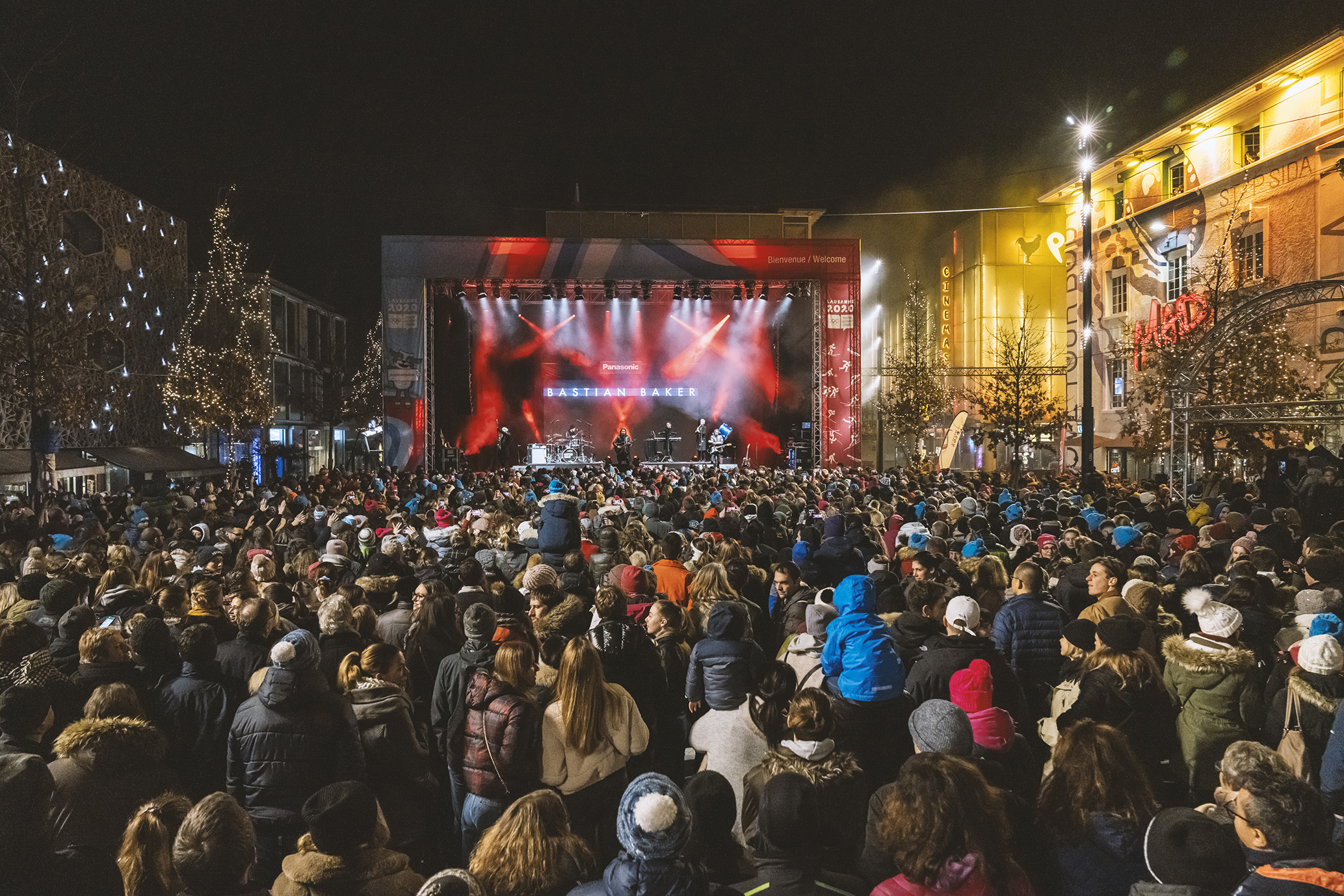
Cérémonie de clôture des JOJ2020 sur l'Esplanade du Flon, janvier 2020

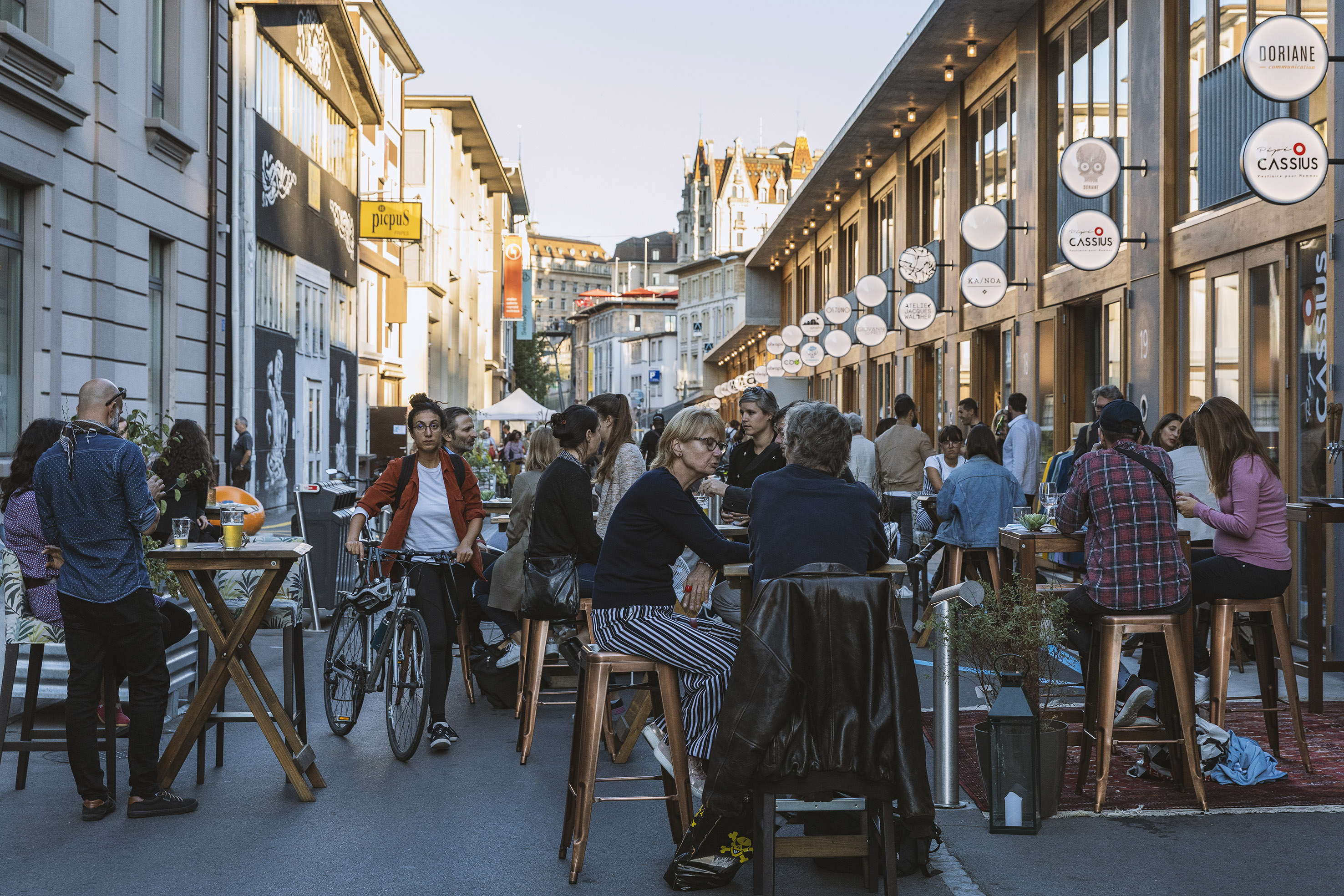
Une vie animée dans le Quartier du Flon, rue des Côtes-de-Montbenon (Les Garages), en septembre 2019

Le Flon est un quartier au centre de la ville de Lausanne, en Suisse, connu sous le nom de Quartier du Flon. Il se trouve dans la cuvette de la vallée comblée de la rivière éponyme, le Flon. Haut lieu de la vie nocturne lausannoise, le Quartier du Flon est aussi un lieu de vie urbain comprenant des terrasses, des enseignes commerciales et de loisirs. La zone est essentiellement piétonne.

## Localisation

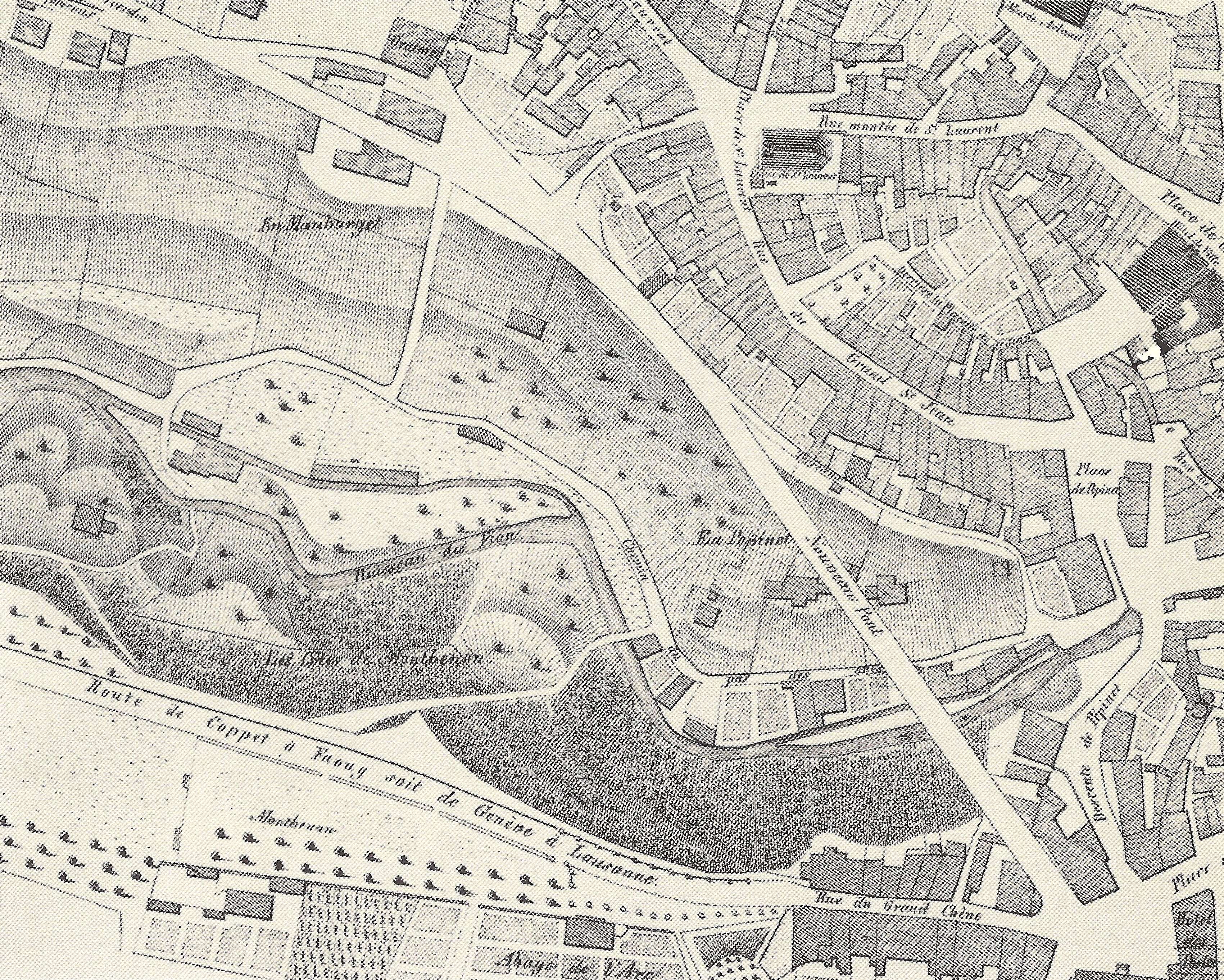
Vallée du Flon en 1853. Tout ce qui est à gauche du Nouveau Pont, soit le Grand-Pont, n'est encore que campagne. Le Flon coule encore à l'air libre.

Ce secteur se trouve dans la cuvette d'une vallée qui a été comblée. La rivière éponyme le Flon, aujourd'hui souterraine, s'écoule dans cette vallée. Situé dans le quartier du centre, il porte le numéro 103 selon le plan des quartiers et secteurs statistiques lausannois. Le quartier du Flon est ainsi délimité à l'est par le Grand-Pont et à l'ouest par le Pont Chauderon. Au sud, il s'arrête à l'avenue Jean-Jacques Mercier et au nord à la rue de Genève.

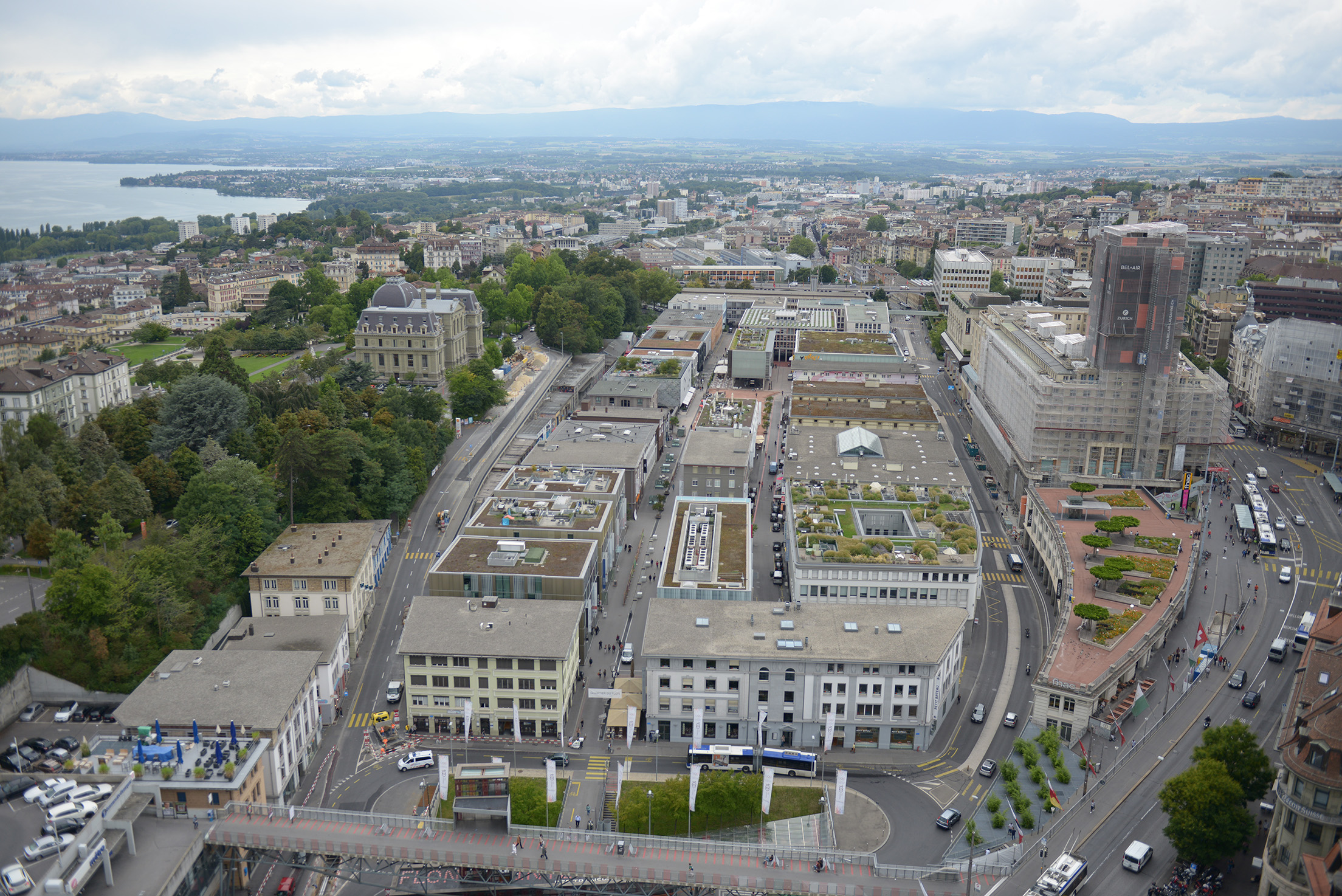
Vue aérienne du Quartier du Flon, 2015

## Histoire,

Le Flon vers 1885

## Histoire[2],[3]

### Lorsque le Flon était encore une rivière
Vers 1740, lorsque la famille Mercier s'installe en bordure de la vallée du Flon pour y fonder une tannerie, le Flon est encore une vallée naturelle, inhabitée au fond de laquelle coule une rivière du même nom. Les coteaux de la vallée étaient notamment exploités pour la culture de la vigne,. Avec le début du développement industriel au XIXe siècle, de nouvelles scieries, foulons et autres tanneries s'y installent. Mais les inconvénients et la pollution liés au travail du cuir incite les Lausannois à éviter le lieu.

### Disparition de la rivière et aplanissement de la vallée
En 1832, une épidémie de choléra incite la Ville à procéder au voûtage des rivières du Flon et de la Louve devenus insalubres. Peu après, la commune de Lausanne entreprend de combler la vallée du Flon en amont et réalisent une ceinture de faible dénivellation donnant notamment le jour au Pont Pichard avec sa double rangée d'arches s'élevant à 25 mètres (Grand-Pont actuel). La construction du pont a lieu entre 1839 et 1844.

### Chemin de fer Lausanne-Ouchy, ancêtre du M2
Louis Gonin (1827 -1898) et Jean-Jacques Mercier-Marcel (1826-1903), deux entrepreneurs courageux, soumettent en 1868 un projet ambitieux à la Ville, soucieuse de participer à l'essor industriel : la création d'une gare de marchandise pour un futur « chemin de fer » reliant Saint-François et Ouchy, en passant par la gare de Lausanne (la ligne Jura-Simplon d'alors), accompagnée d'un centre d'entrepôts, et la canalisation vers Lausanne des eaux du Grenet et du Lac de Bret.
La Compagnie du Chemin de fer Lausanne-Ouchy et des Eaux de Bret est fondée. Peu après, et en contrepartie de la prise en charge des frais de l'ensemble des travaux qui débutent en juin 1874, la société devient propriétaire de toute la vallée du Flon.
Lors de l'acquisition du terrain par cette dernière, la vallée du Flon comportait 54 ménages. La Compagnie du chemin de fer Lausanne-Ouchy a acquis en 1884, une surface de 2 310 m2 de terrains pour la somme de 75 000,00 francs suisses.

### Changement de forme de la vallée et multiplication des entrepôts
La terre excavée des tunnels creusés entre le centre de Lausanne et Ouchy sert de remblai pour créer la plateforme en aval du Grand-Pont. La première rangée des arches du Grand-Pont disparaît ; la gare et le funiculaire du Lausanne-Ouchy sont inaugurés en 1877.
Ce chantier de grande envergure dure jusqu’à la fin de la Première Guerre mondiale, donnant pendant plus de 40 ans une allure de terrain vague à ce qui fut une vallée verdoyante.
Ce sont d'abord des hangars qui sont construits sur le nouveau terrain récemment remblayé, à cause de la stabilité fragile du terrain. Les premiers entrepôts sont construits par la société des entrepôts de Lausanne le 9 octobre 1884 ; la compagnie du chemin de fer Lausanne-Ouchy construira ensuite deux magasins en 1895 et 1896 respectivement. Le service marchandises du LO dessert ces entrepôts dès le 1er novembre 1886 par des chariots transbordeurs. L'architecte René Bonnard élève dans ce  quartier, en 1930, un bâtiment industriel pour la Compagnie du Lausanne-Ouchy (rue de Genève 7).

### XXesiècle: densification de la plateforme
Le quartier du Flon est alors relié par le « chemin de fer » au réseau de chemin de fer de la Suisse occidentale et au port d'Ouchy par les voies du LO. Au début du XXe siècle, la plateforme du Flon devient la principale gare de marchandises de la Commune de Lausanne qui compte alors environ 47 000 habitants. L'entreprise familiale se transforme en société de gestion des surfaces immobilières qu'elle acquiert peu à peu. Le développement rapide du quartier conduit en 1930, à la signature d'une convention fixant l'implantation des bâtiments et définissant leur gabarit. Ces bases resteront valables jusqu'en 1980.

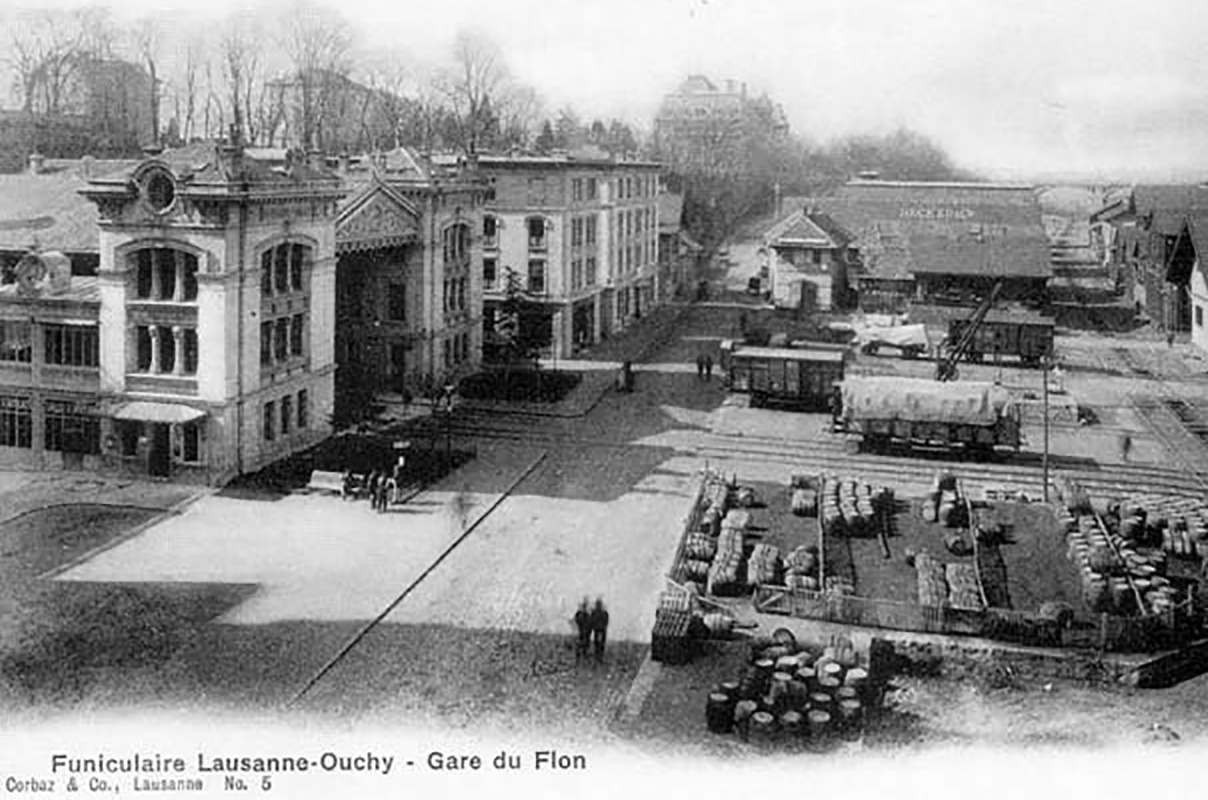
Gare de marchandises du Flon reliée à la plateforme, post 1905

### Entrepôts revisités en ateliers et bureaux à bas prix
Le 18 mai 1953, une ligne de 980 m relie la gare du Flon à la gare marchandises de Sébeillon. Elle est mise en service le lendemain de l'ouverture au service marchandises de la gare de Sébeillon par les CFF et donc à l'abandon du service marchandises à la gare de Lausanne. Cette ligne sera exploitée jusqu'au 28 décembre 1979.
Dès le début des années 1950, avec l'évolution des activités marchandes, les entrepôts quittent le Flon. La plateforme est désormais raccordée au reste de la Ville de Lausanne et son réseau ferré n'a plus de raison d'être. La compagnie familiale, qui deviendra plus tard le Groupe LO, assure alors essentiellement le transport de passagers entre Ouchy, la gare principale de Lausanne et le Flon, et gère les anciens entrepôts transformés en bureaux ou accueillant nombreux ateliers d'artistes et artisans. Le Flon se mue en un quartier original, créatif et alternatif.
Le Moulin à danses ou MAD, boîte de nuit, ouvre dans les années 1980.

### Envie de renouveau au Flon: plan de quartier en mal de consensus
Le Flon est alors considéré comme le quartier mal famé de Lausanne. L'état des bâtiments se détériore et génère une nouvelle réflexion sur l'aménagement du territoire. L'enchaînement de projets et contre-projets aboutit finalement, en juin 1999, à l'adoption du Plan partiel d'affectation élaboré par le Service de l'Urbanisme de la Commune de Lausanne. L'entrée formelle en vigueur est décrétée par le Conseil d’État du canton de Vaud le 21 décembre suivant.
Entretemps, en 1984, la Compagnie du Chemin de fer Lausanne- Ouchy se sépare de ses activités de transports, reprises pas les Transports publics lausannois, et se concentre sur la gestion et le développement de son patrimoine immobilier. Elle adopte alors la raison sociale LO Holding Lausanne-Ouchy SA (Groupe LO ou LO).

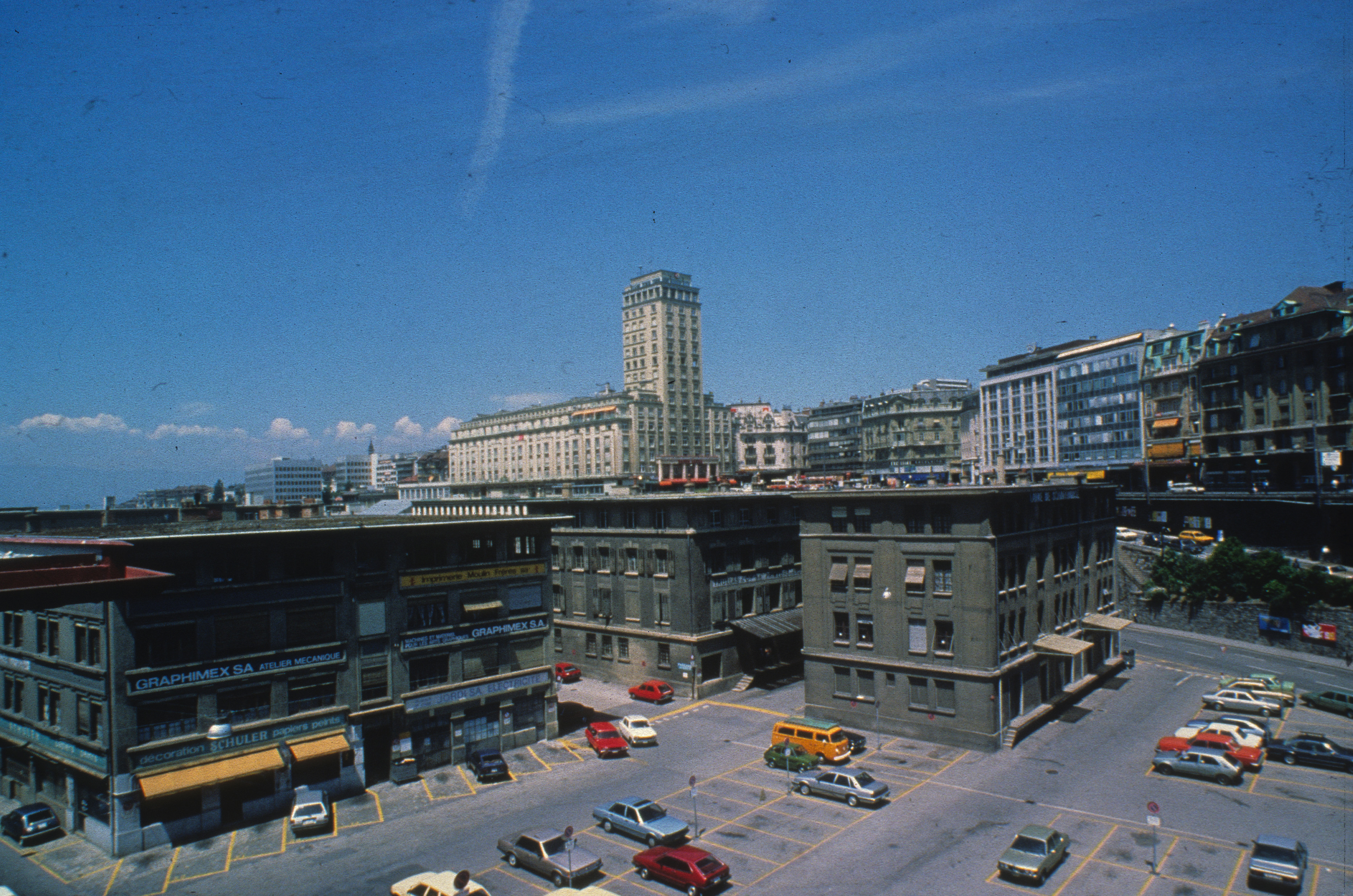
Ambiance du Flon dans les années 1980

### Métamorphose du quartier
Le mot d'ordre pour entreprendre l'évolution du quartier est, à chaque étape, le suivant : « reprendre le meilleur du passé pour construire le futur ».
Les rénovations d'anciens bâtiments et les nouvelles constructions se succèdent dans la première décennie du XXIe siècle transformant cette plateforme quelque peu vétuste en un nouveau centre de vie, de travail, de créativité et de divertissement. Des enseignes, des restaurants et des bureaux viennent s'installer au Flon, et côtoient les anciens locataires ainsi que les habitants des premiers lofts.
Dès 2009, à la suite d'une fusion entre le Groupe LO et le Groupe Mobimo, le développement et l'évolution du Quartier du Flon se poursuit dans la dynamique des projets entrepris par Mobimo.

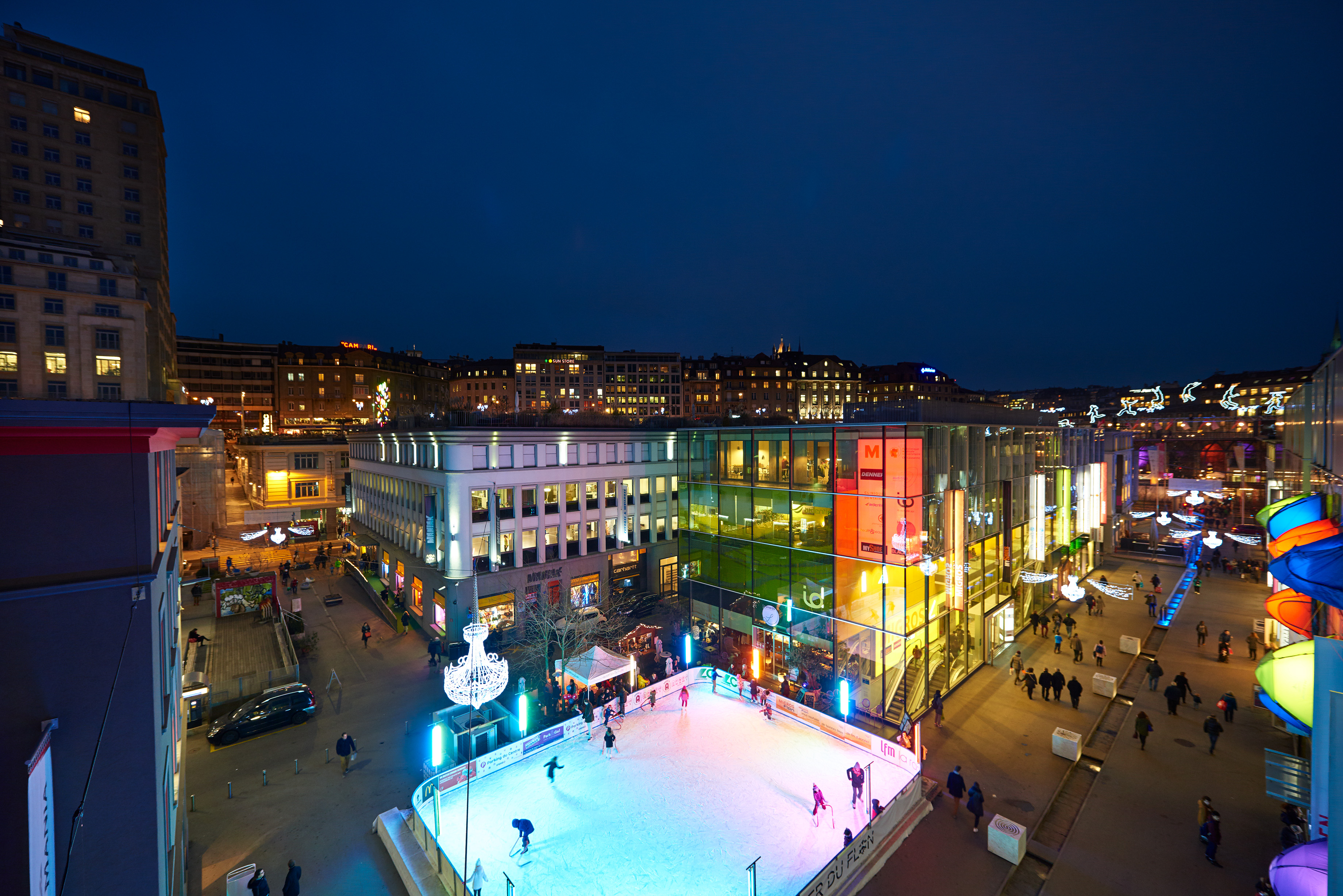
Patinoire, Place Les Mercier, décembre 2016.
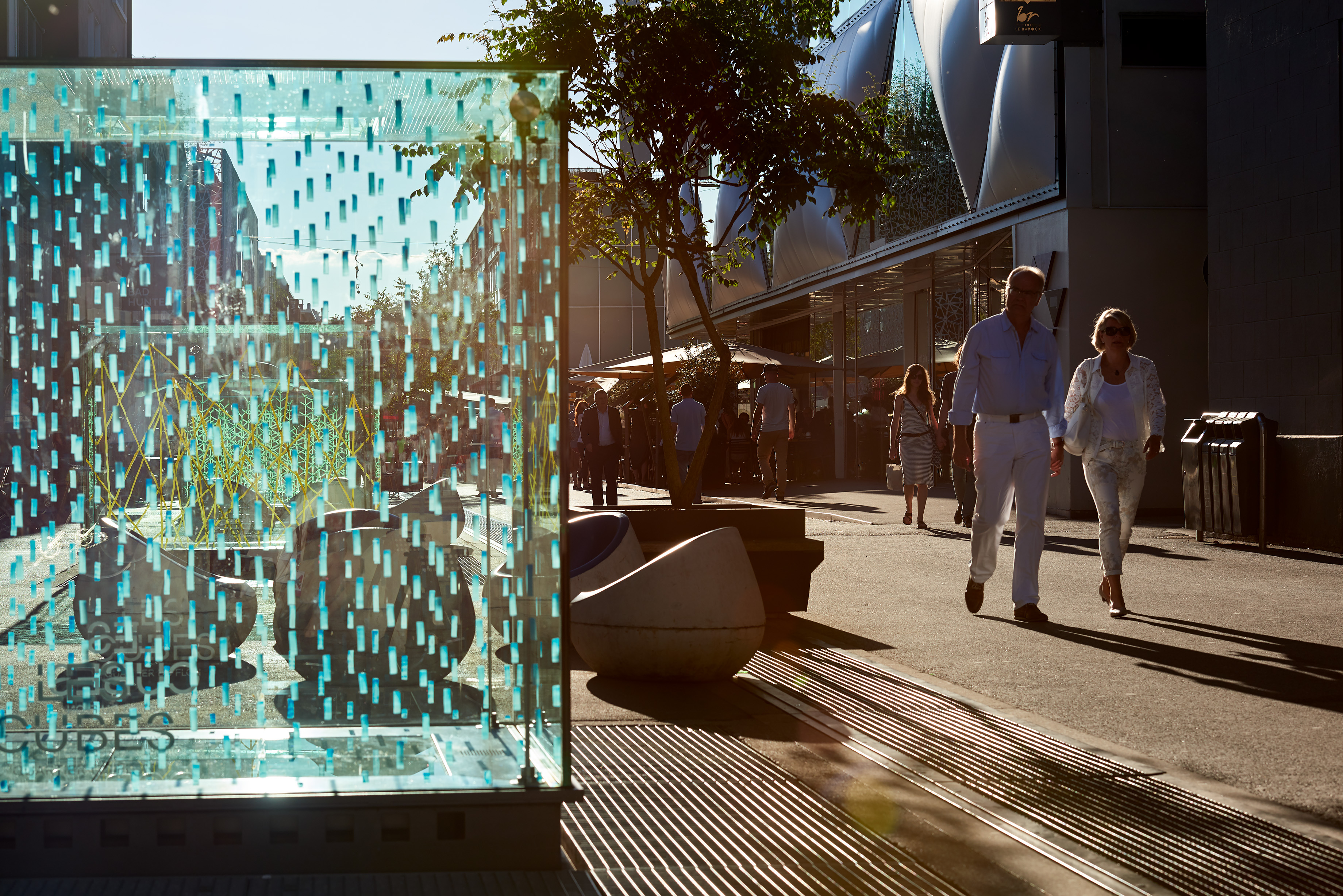
Voie-du-Chariot, Les Cubes, printemps 2017.
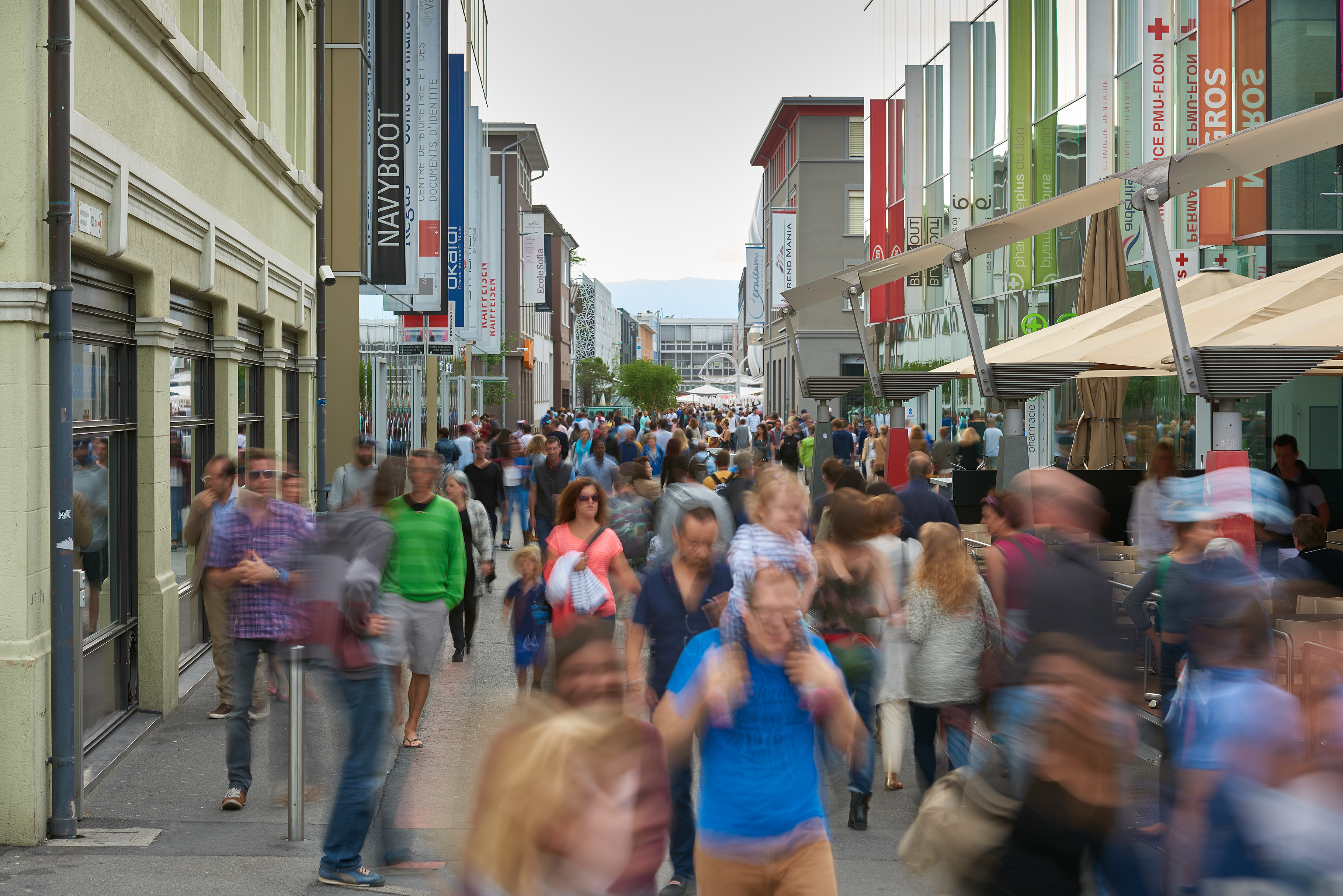
Voie-du-Chariot, juin 2015.
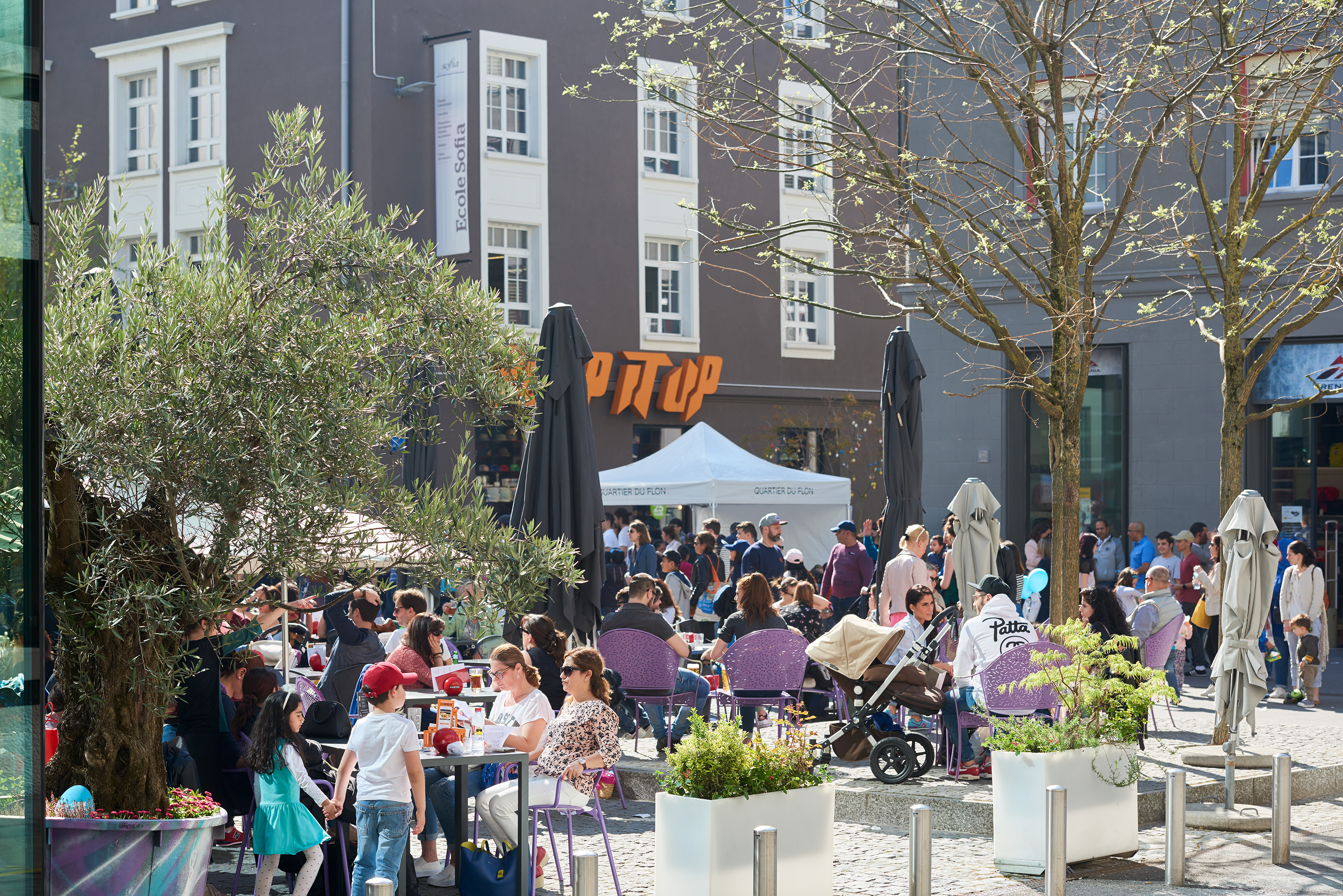
Terrasse Leonardo, Place les Mercier, printemps 2017.
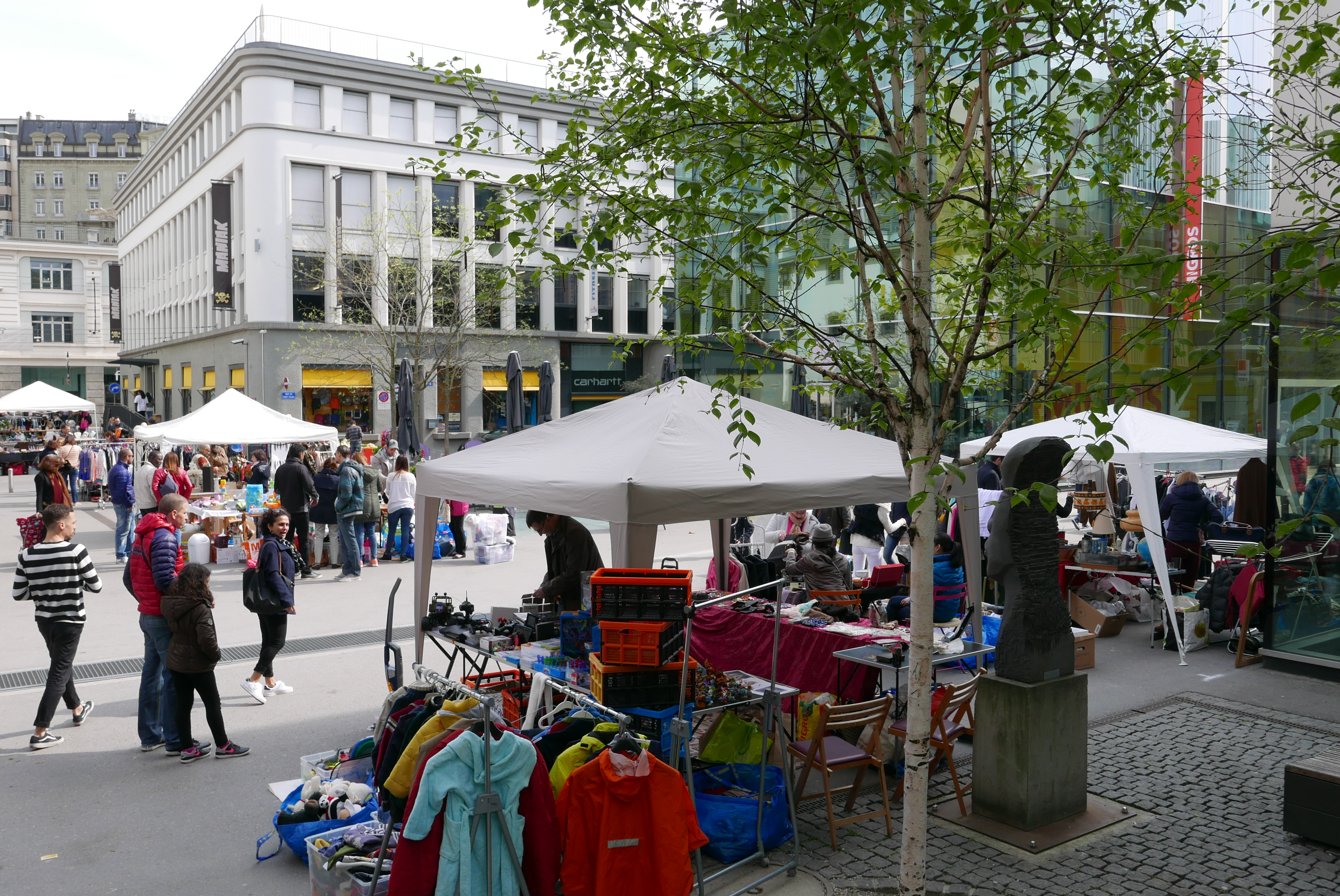
Vide-grenier, Place Les Mercier, printemps 2016.

## Transports
En 2006, la station de métro Lausanne-Flon, accueillant la ligne M1 du métro depuis 1991 et le Lausanne-Ouchy depuis 1877, est reconstruite pour permettre la transformation de ce dernier en ligne M2 du métro en 2008. Elle est mitoyenne de la gare de Lausanne-Flon, terminus de la ligne Lausanne - Bercher ou LEB.
Cette ligne de métro est prévue pour assurer le transit de plus de 85 000 passagers par jour et donc devenir la troisième gare de Suisse romande derrière celles de Genève et de Lausanne. Elle permet de faciliter le transit Nord-Sud grâce à un métro automatique sur pneus capable de franchir des rampes atteignant jusqu'à 120 ‰.

## Déplacement
Le Quartier du Flon est devenu essentiellement piéton. Seule la rue de Genève, parallèle au quartier, permet de le longer en voiture ou en bus.

## Architecture
Les architectes et les designers sont nombreux à avoir œuvré au développement et à l’image du Quartier du Flon.

### Hôtel Moxy (2019) - Rue de la Vigie 5

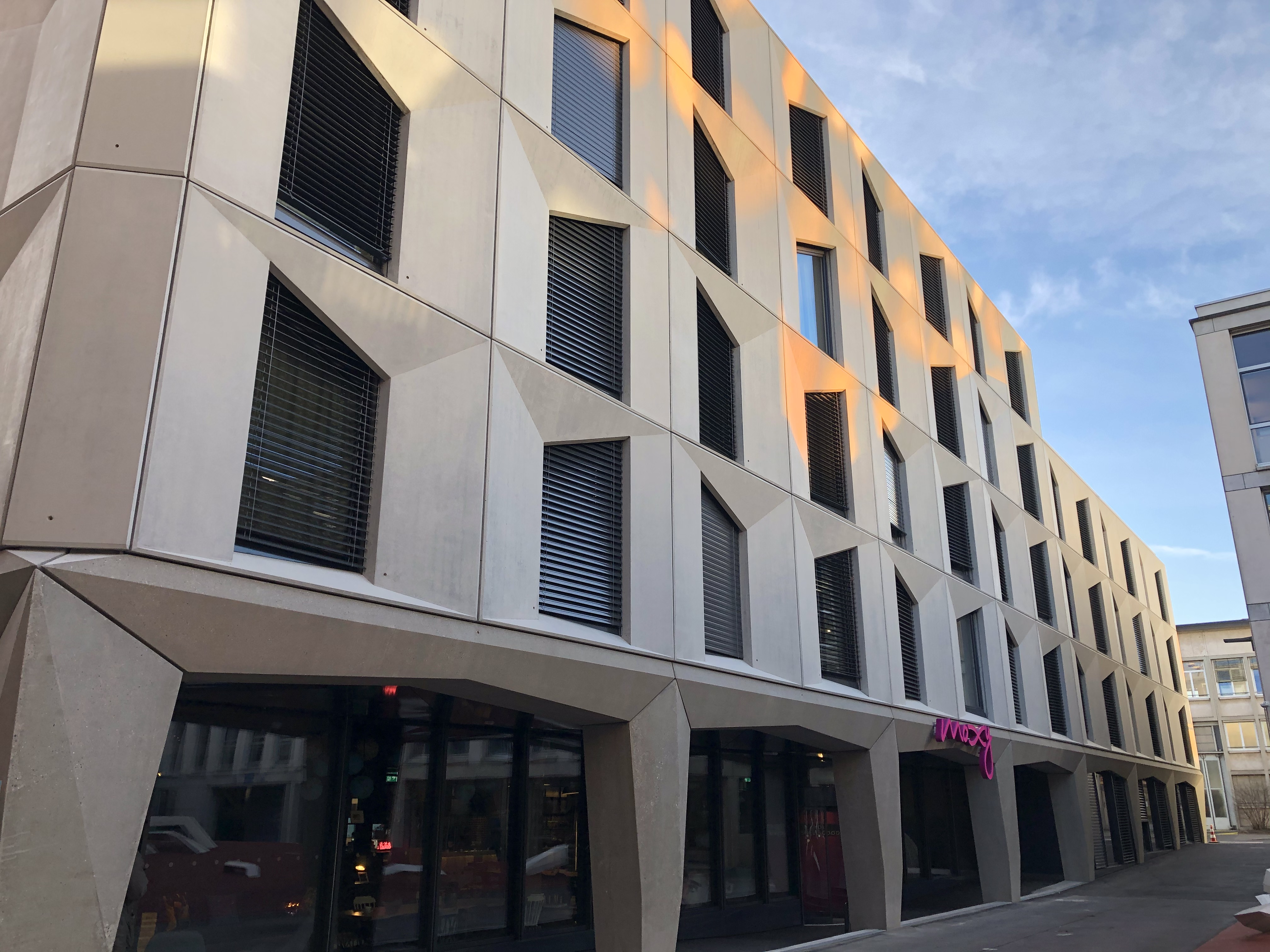
Hôtel Moxy à la rue de la Vigie 3, en 2020

Nouvelle construction d'un hôtel budget design sur 5 niveaux, avec 113 chambres.
Le premier hôtel lifestyle Moxy en Suisse a ouvert ses portes fin 2019, juste avant la tenue des Jeux Olympiques d’hiver de la Jeunesse 2020, Lausanne étant la ville hôte de cette édition.
Architectes : Localarchitecture Sàrl

### L'Esplanade du Flon (2017) - Rue du Port-Franc

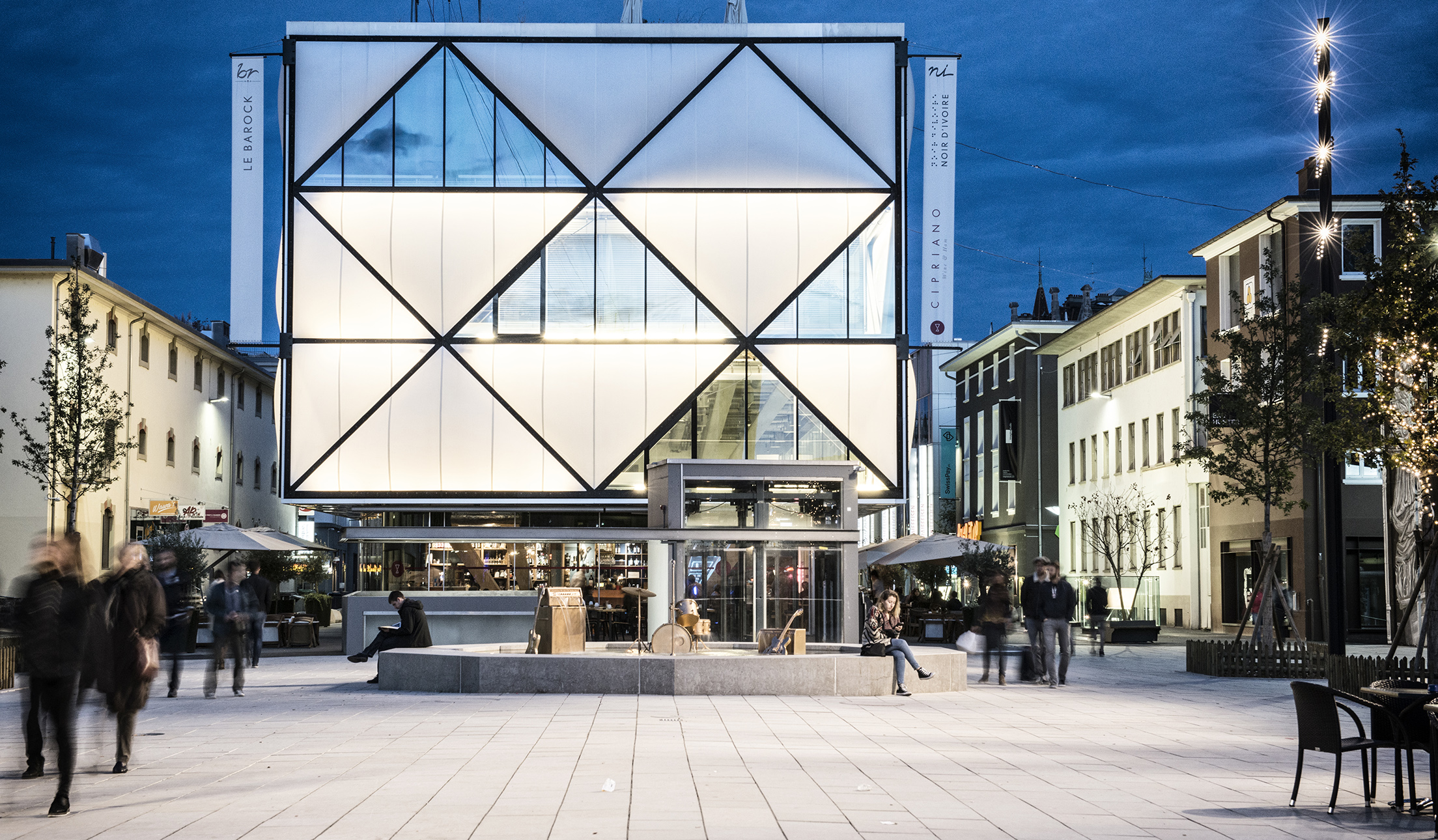
Esplanade du Flon en 2017

Un dallage clair et élégant, seize arbres bordant la place et les terrasses des restaurants, des bancs publics ainsi qu’une fontaine récréative et divertissante ; cette « piazza » centrale au cœur du Quartier du Flon répond à la volonté du propriétaire d’offrir un espace public où il fait bon se rencontrer, se reposer ou profiter des évènements qui s’y déroulent ponctuellement. En juillet 2016, un vote interactif sur place et sur les réseaux sociaux a permis aux usagers et visiteurs du quartier de choisir la couleur de la pierre naturelle qui recouvrirait le sol. Ainsi c’est la pierre naturelle en Villebois grise qui a remporté l’adhésion d’une grande majorité.
Depuis son inauguration en octobre 2017, l’Esplanade accueille à nouveau différentes manifestations saisonnières qui ont gagné en qualité, avec notamment un nouvel éclairage, permettant des ambiances lumineuses variées au gré des événements et des saisons.
Architectes : Atelier Descombes Rampini SA

### Garages (2017) - Côtes-de-Montbenon 1-3-5

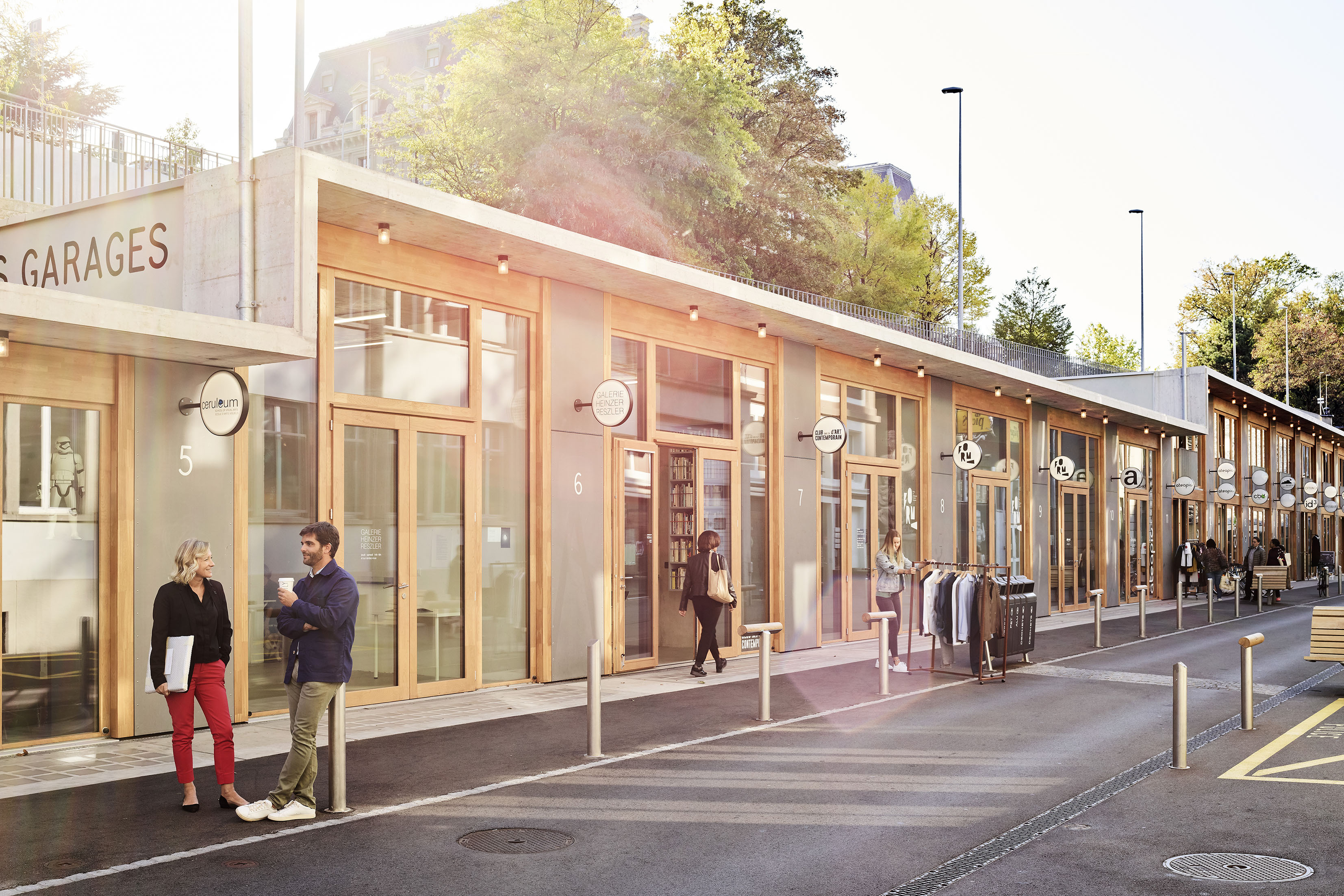
Complexe dit « Les Garages » en 2017

Démolition des anciens garages et construction de nouvelles surfaces modulables accueillant des activités artistiques, artisanales, administratives ou commerciales.
Galeries d’art, ateliers d’artistes, espaces de formation, designers, espaces de vente et de petite restauration.
Architectes : Bakker et Blanc architectes associés

### Pépinières (2014) - Côtes-de-Montbenon 20-22-24

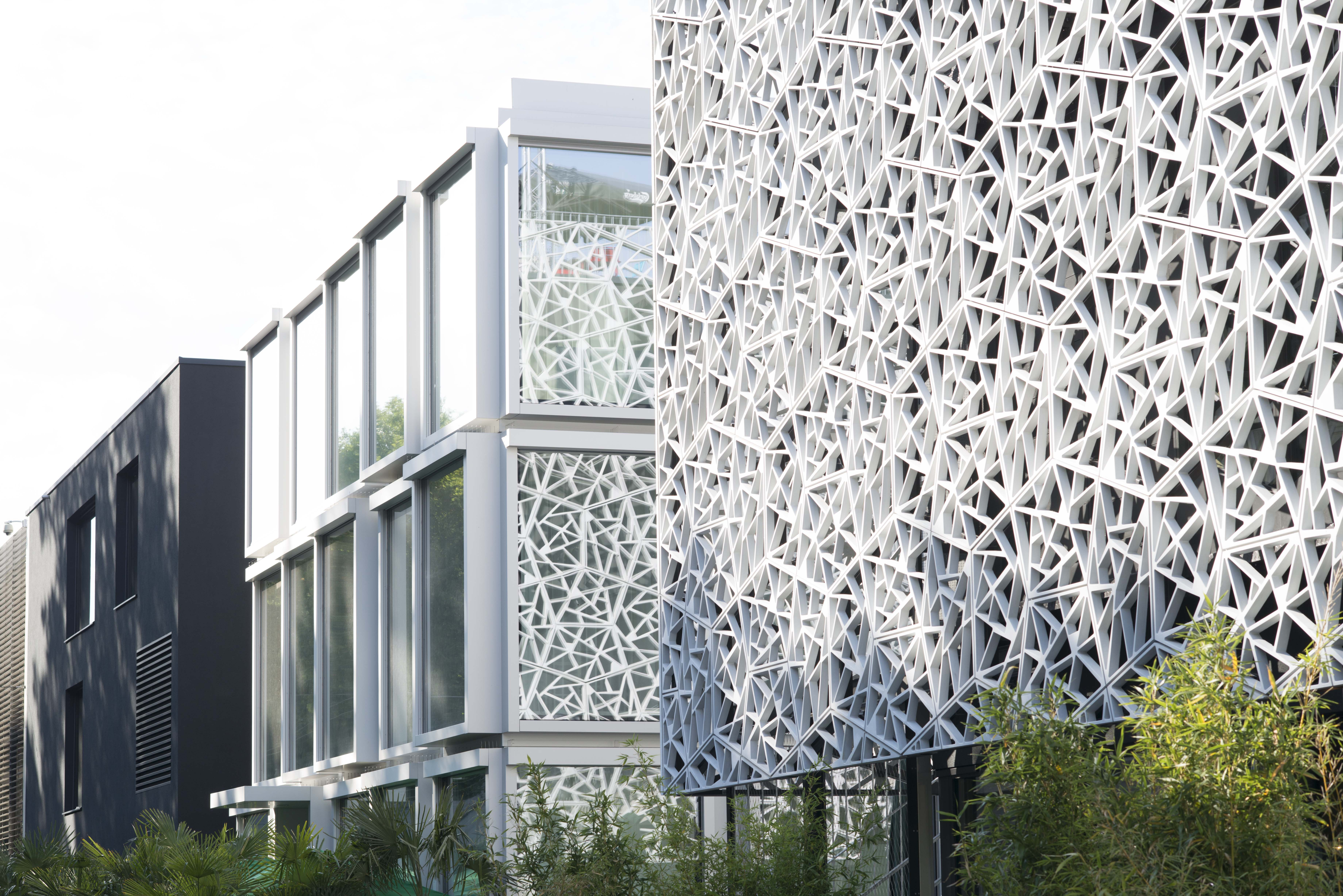
Complexe dit les « Pépinières » en 2014

Développement d'un complexe de trois immeubles caractérisé par un traitement différencié des façades, au Sud de l'Esplanade, place centrale du Quartier du Flon.
Un jardin situé en toiture du bâtiment principal, offre à l'ensemble verdure et un nouveau point de vue sur la Ville de Lausanne.
Restaurants et bars, discothèque, bowling, salle de concert, école de musique.
Architectes : Burckhardt+Partner SA.

### Rue de Genève 7 (2011)

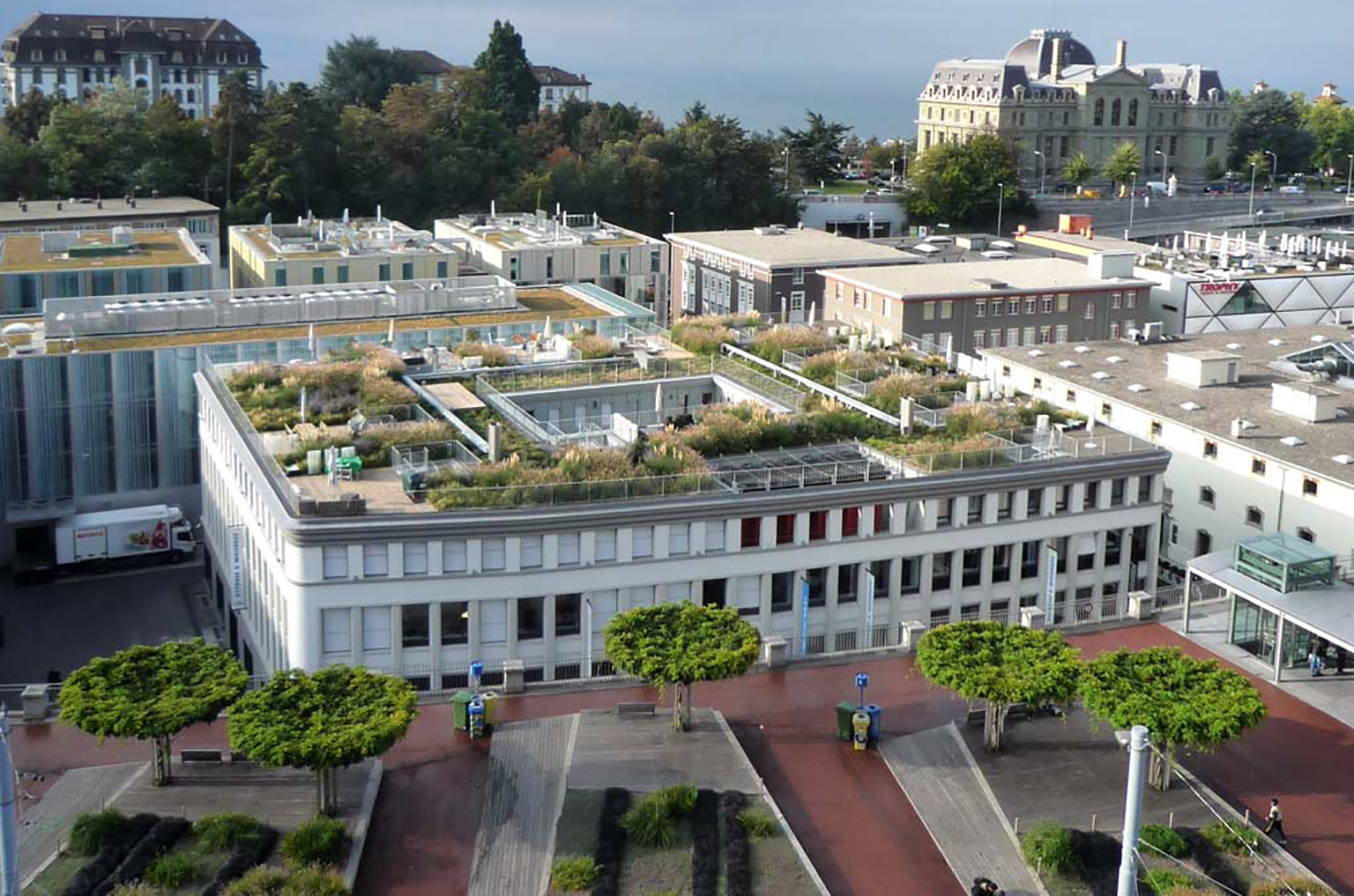
Bâtiment de la Rue de Genève 7

Réhabilitation et transformation du bâtiment abritant les anciennes presses centrales de Lausanne.
Commerces, fitness, bureaux et logements.
Architectes : Mercier & Squalli.

### Hôtel (2011) - Place de l'Europe 6
Réhabilitation et transformation de l’immeuble en hôtel design de 26 chambres.
Architectes : m+v, merlini et ventura architectes

### Miroiterie (2008) - Port-Franc 11

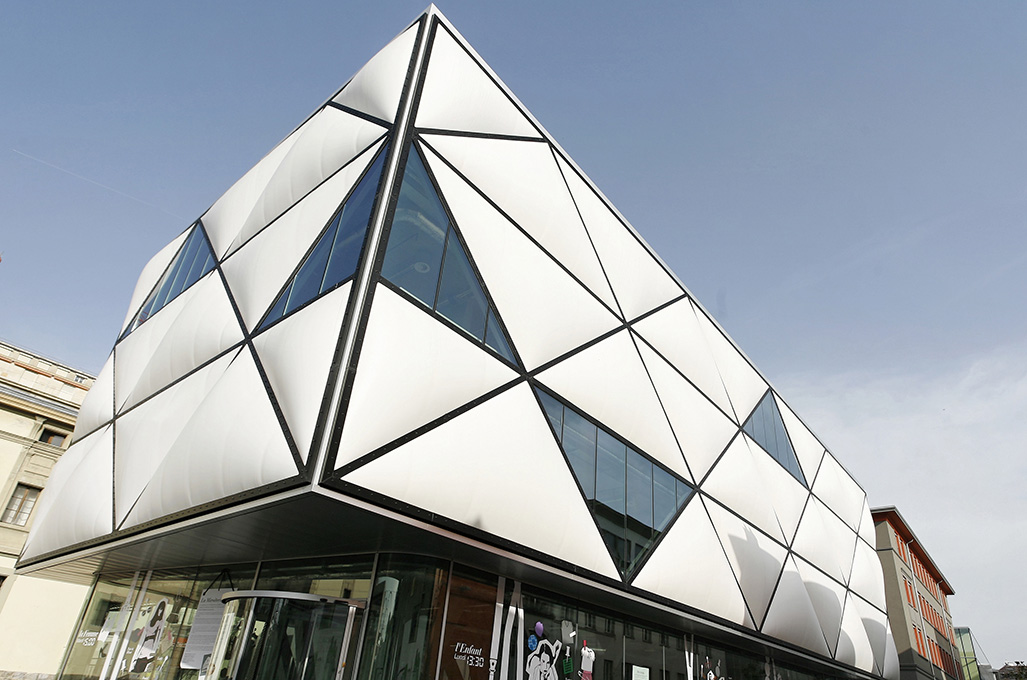
Bâtiment dit de la « Miroiterie » - rue du Port-Franc 11

Création d'un nouveau bâtiment de quatre niveaux avec façade lumineuse en coussins d'air.
Commerces, bars, un restaurant avec une terrasse panoramique.
Architectes : B + W architecture SA

### Mercier (2008) - Voie-du-Chariot 3 à 7

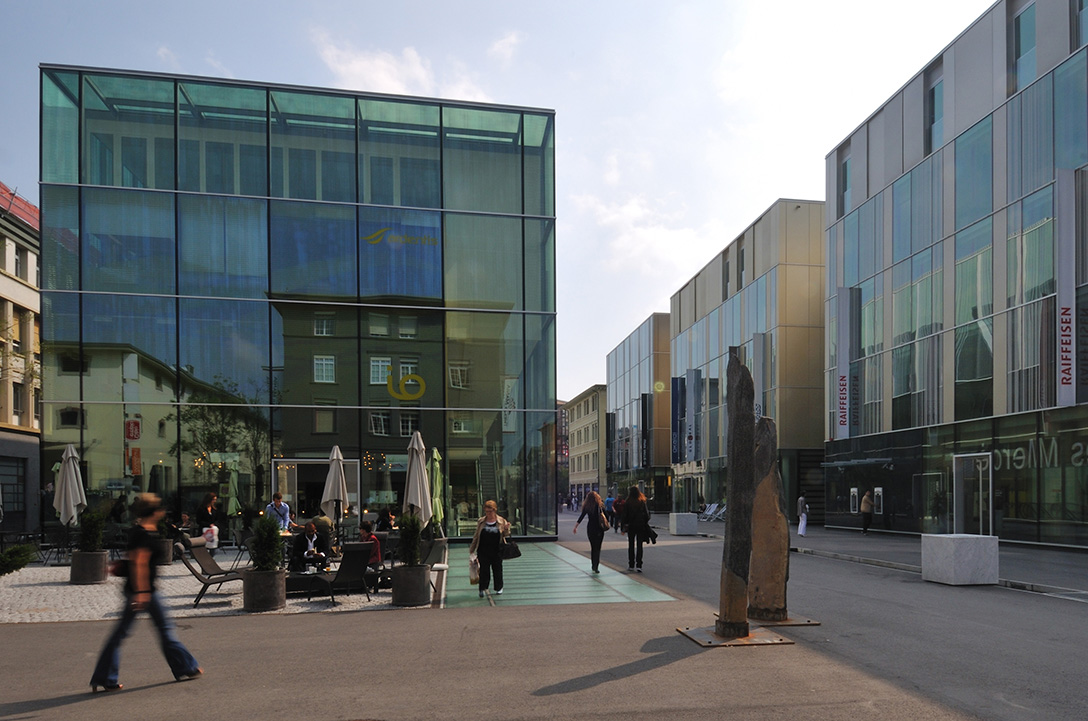
Ensemble de bâtiments dit « Les Mercier » donnant sur la Voie-du-Chariot

Création d'un ensemble de trois immeubles à l'Est de la plateforme du Flon, de part et d'autre de la Voie-du-Chariot.
Commerces, services médicaux et administratifs, logements.
Architectes : Richter - Dahl Rocha & Associés Architectes SA et Architecture & Retail Rites SA

### Promenade urbaine (2003 - 2009)
Aménagements extérieurs et mobiliers urbains fixes ou mobiles dans le Quartier du Flon : 

#### Esplanade du Flon, 2003
Création de la place centrale du Quartier du Flon.
Réfection de la place en 2017.

#### Galerie lumineuse, 2003
Éclairage éphémère et urbain.

#### Praticables, 2003

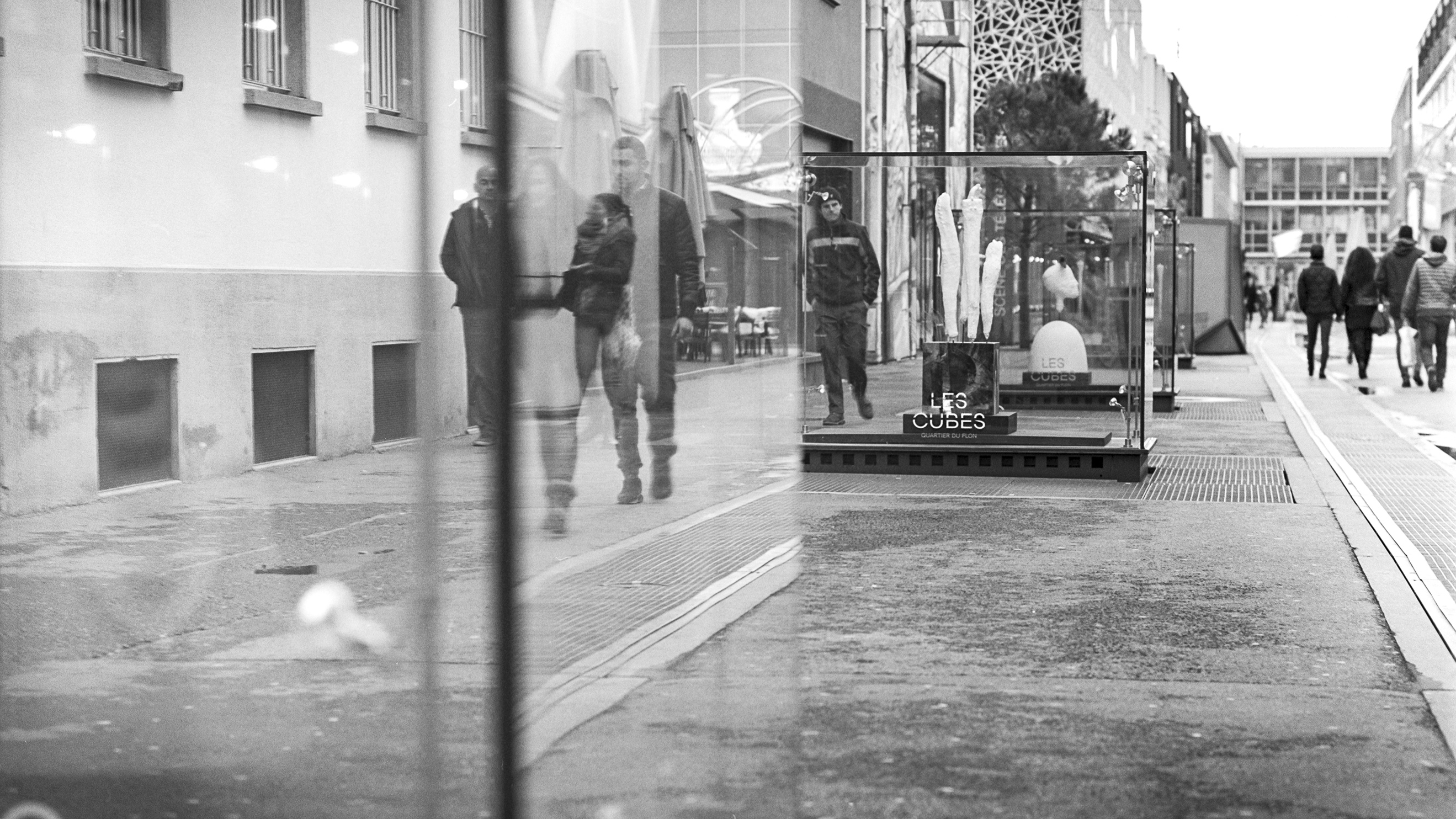
Les Practicables, Galerie « Les Cubes », en 2015

Transformables et escamotables, à usage multiple.
Urbaniste : Charles Lambert, DEXUS  

#### Arbre et ses racines, 2007
Arbre métallique à la frondaison en bois et racines lumineuses servant d’assises.
Designers : Oloom, Olivier Rambert & Samuel Wilkinson

#### Pergola, 2007
Frondaison artificielle et mouvante. La structure a été ôtée lors de la réfection de l'Esplanade en 2017.
Créateurs : Atelier oï

#### Fontaine du Flon, 2009
Une réminiscence de la rivière enfouie. La fontaine a été ôtée lors de la réfection de la Voie-du-Chariot de la nouvelle entrée sur la Place Les Merciers.
Artiste : Daniel Schlaepfer

#### Toilettes du Flon, 2009

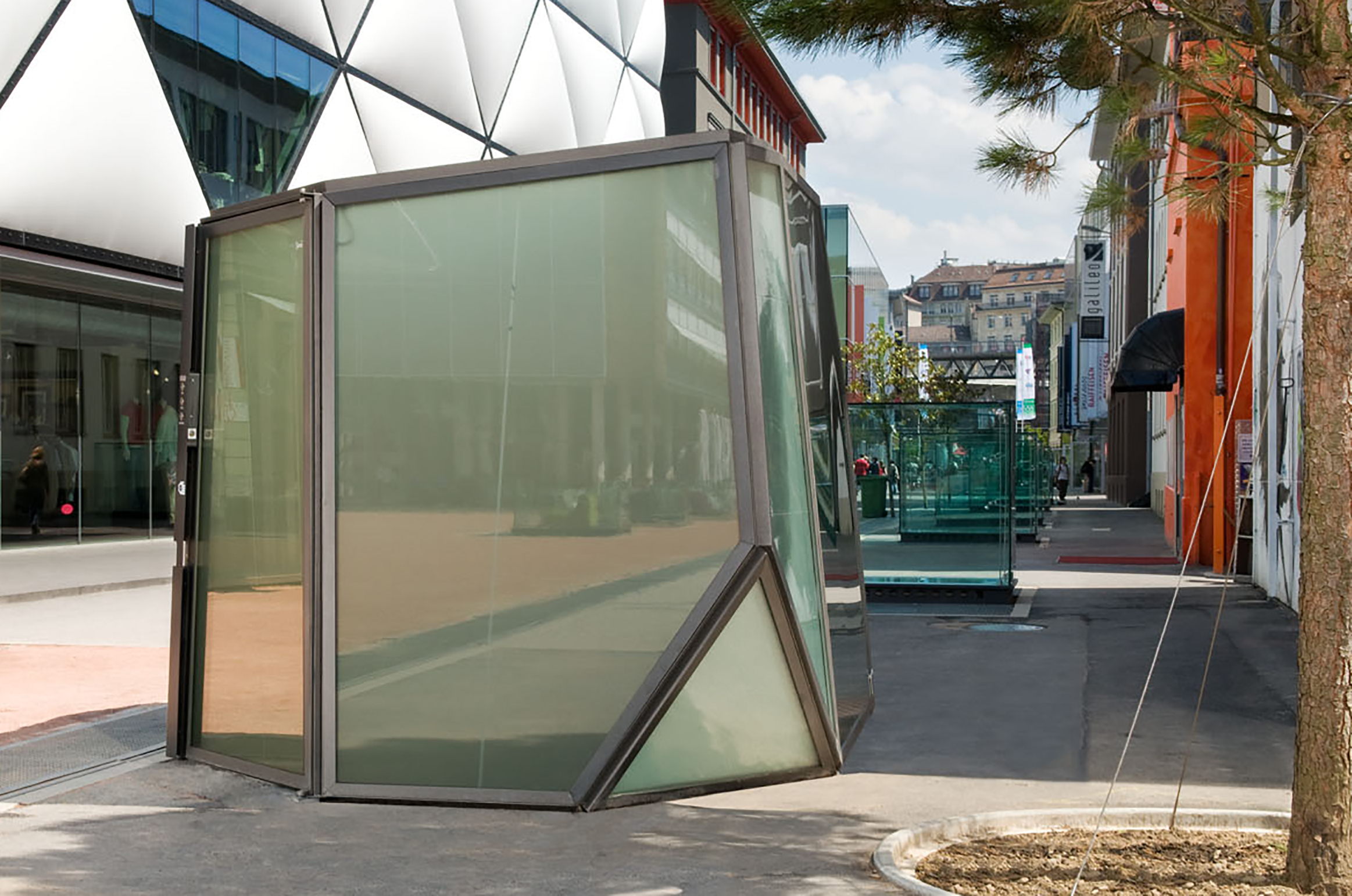
Les Toilettes du Flon, 2009

Toilettes à paroi en cristaux liquides. Les toilettes ont été ôtées lors de la réfection de l'Esplanade en 2017.
Designer : Oloom, Olivier Rambert 

#### Galets du Flon, 2009
Un rappel des galets bordant l’ancienne rivière.
Designer : Oloom, Olivier Rambert

#### Unplugged- sculpture pour la fontaine du Flon, 2017

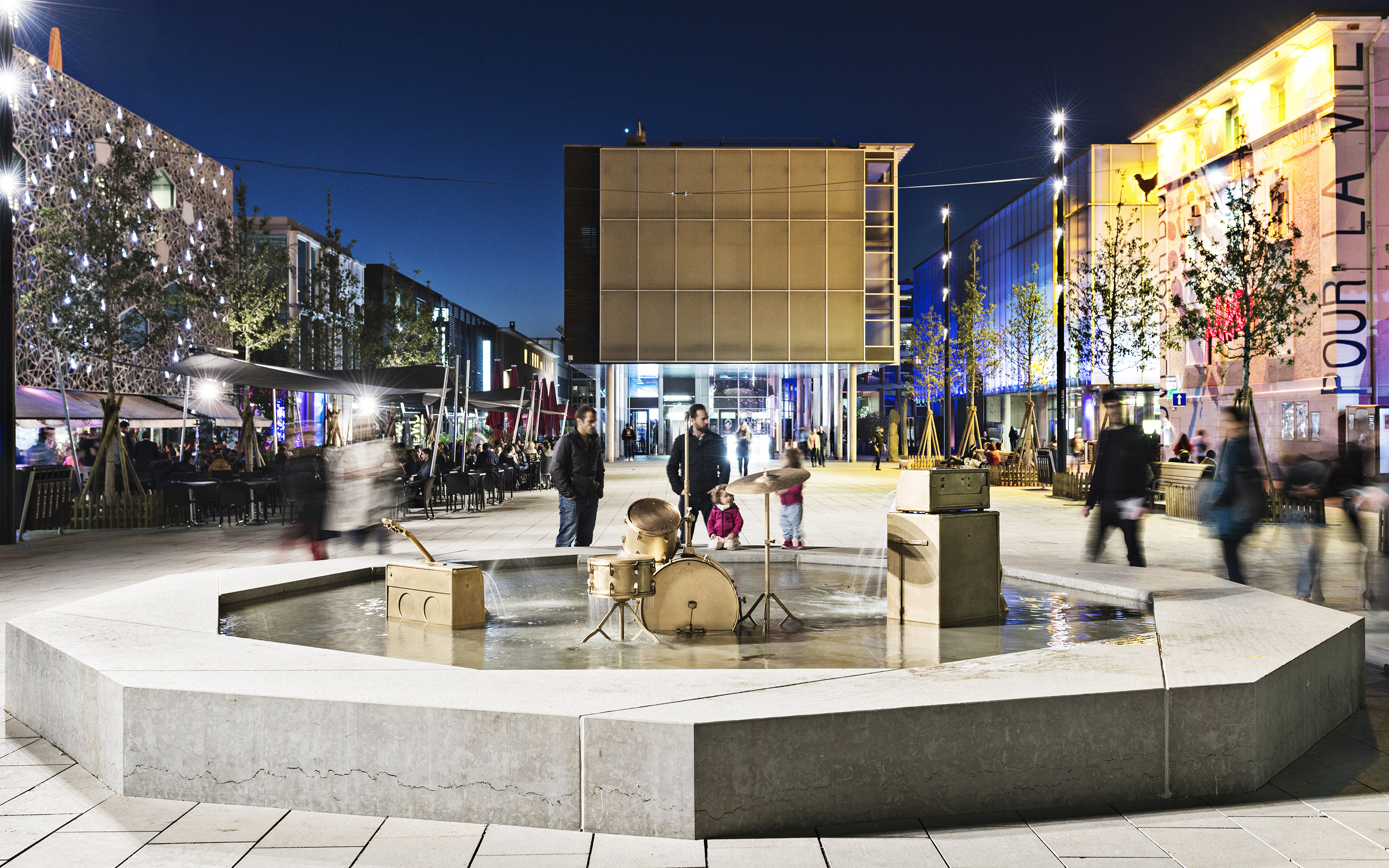
La fontaine et sa sculpture - Esplanade du Flon, 2017

Sculpture en bronze en référence à la culture musicale du quartier.
Artiste : Vincent Kohler

#### Programme de bancs, potelets et potelets à vélo, 2017
Accessoires urbains en accord avec la rénovations du quartier.
Bancs en chêne avec prise électrique.
Designer : Singal Moesch

## Photographies

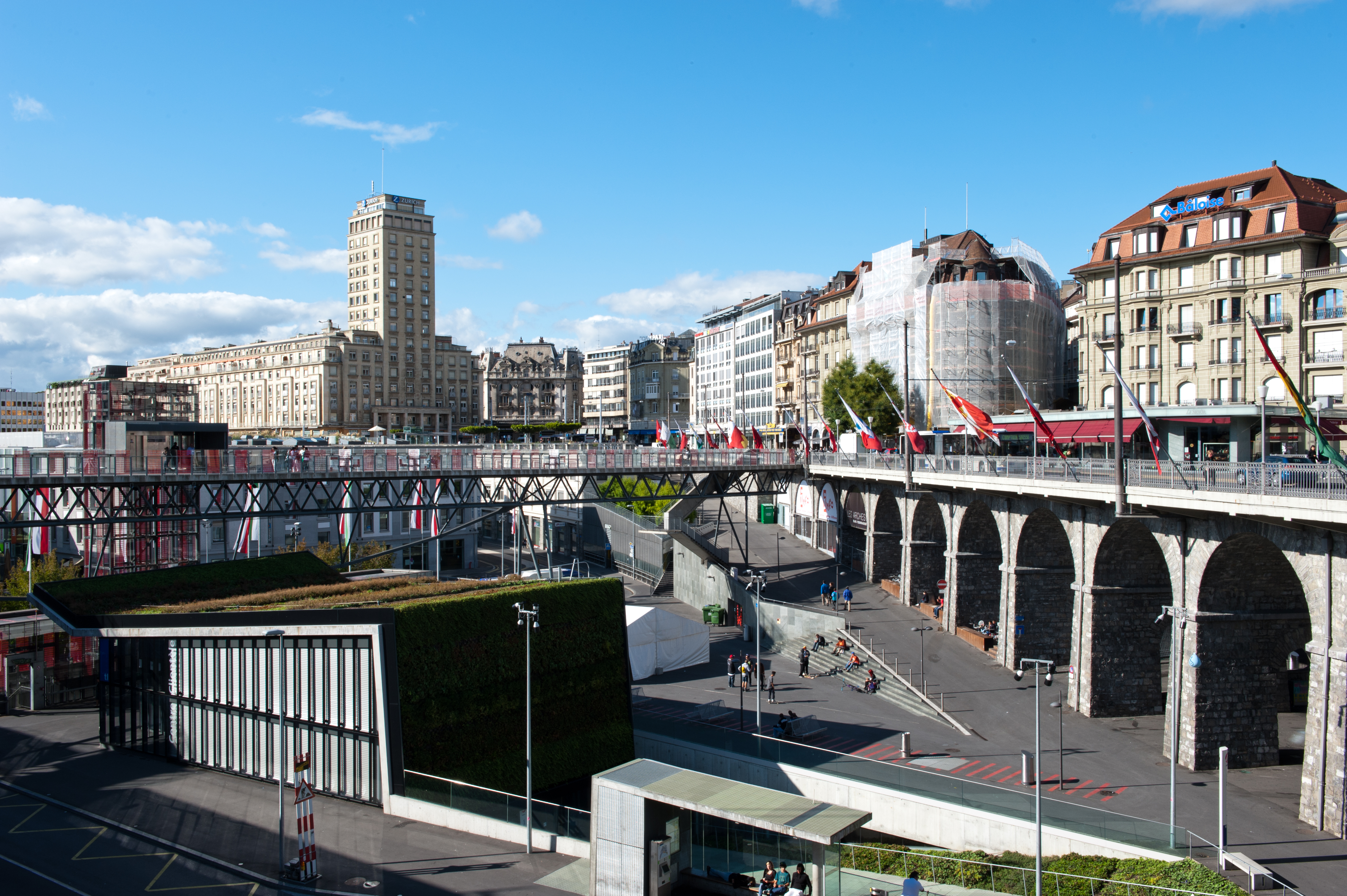
La Tour de Bel-Air, le Flon et le Grand-Pont
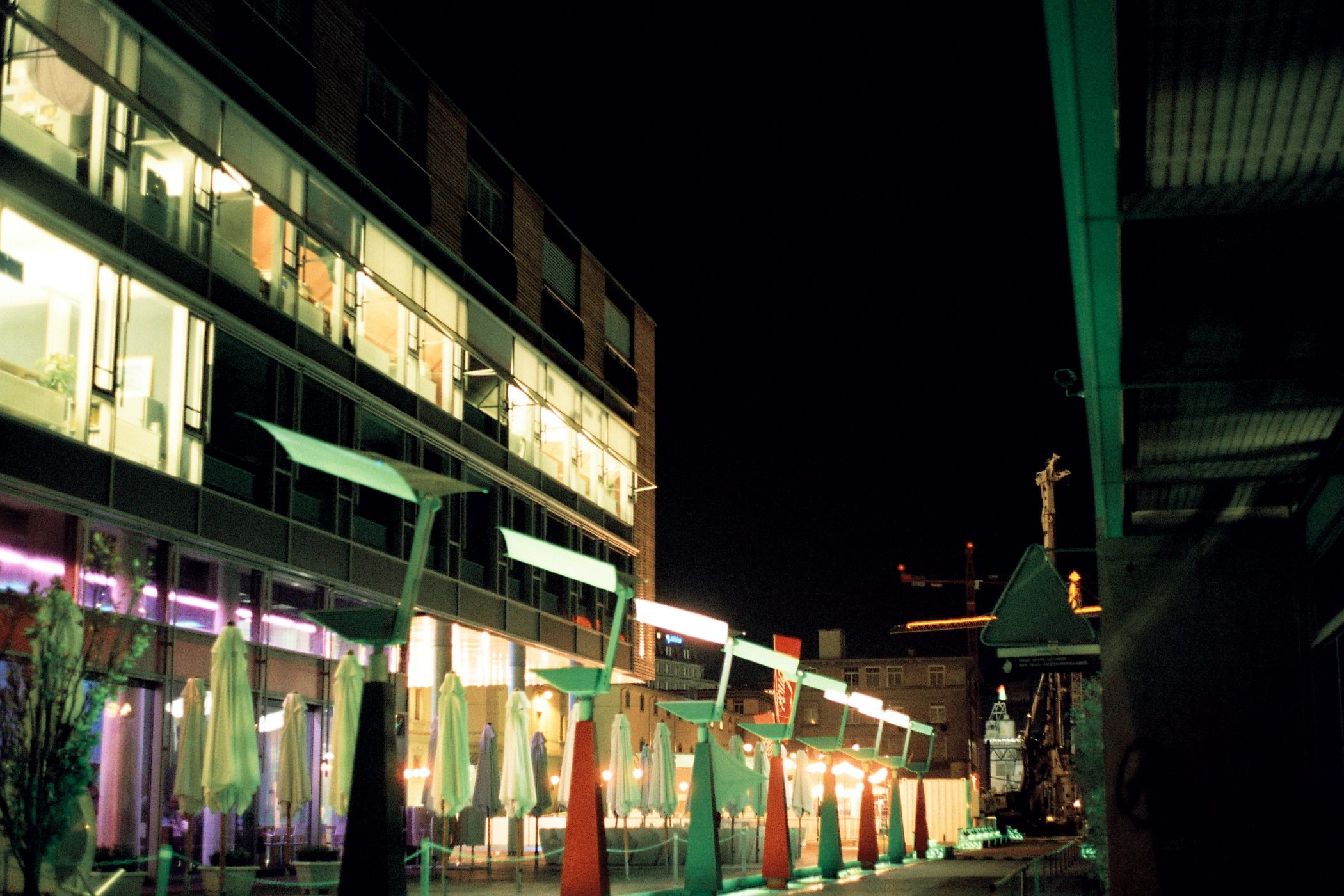
Les Colonnades ; Rue du Port-Franc 17
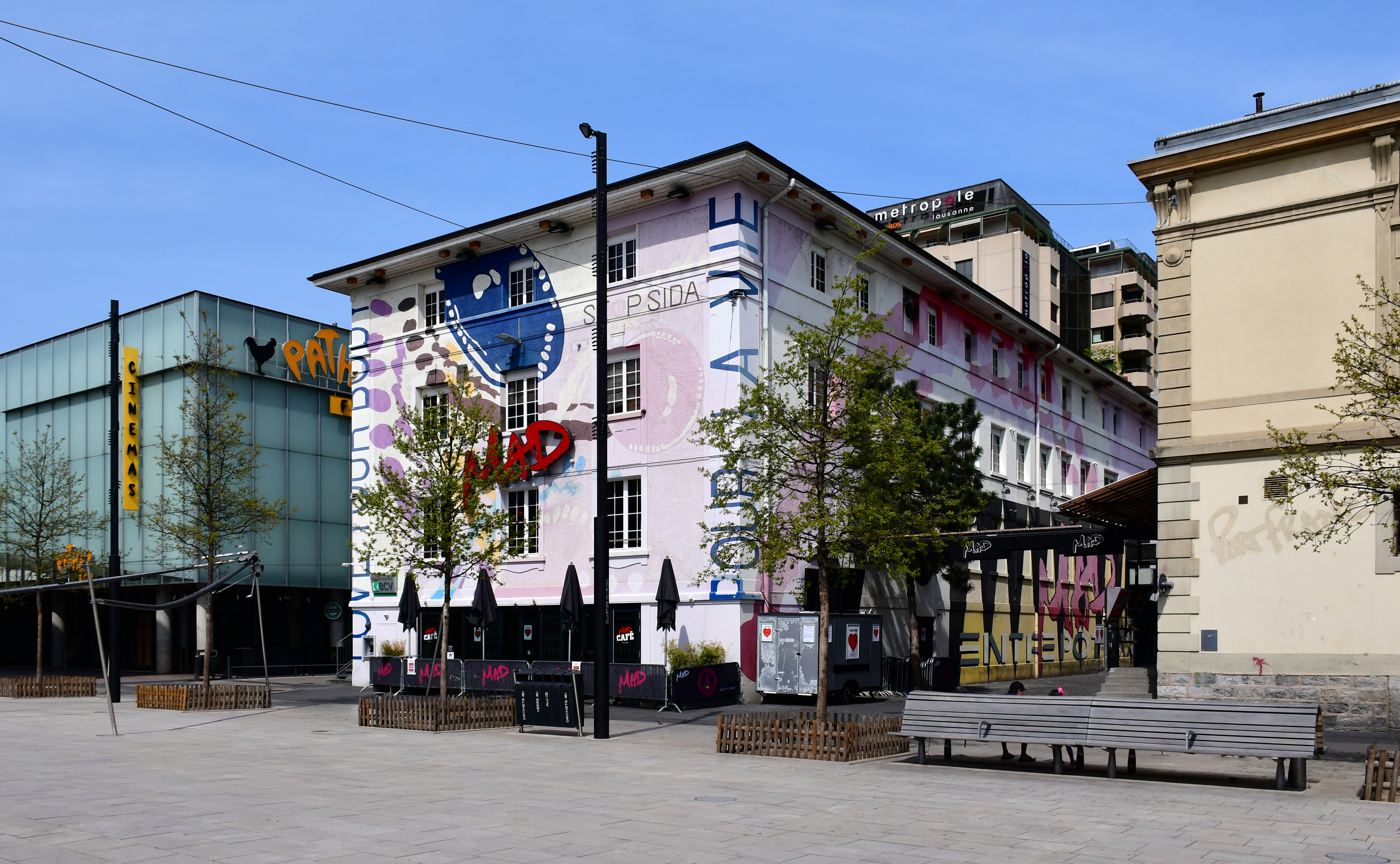
Le MÀD Club, icône de la vie nocturne lausannoise
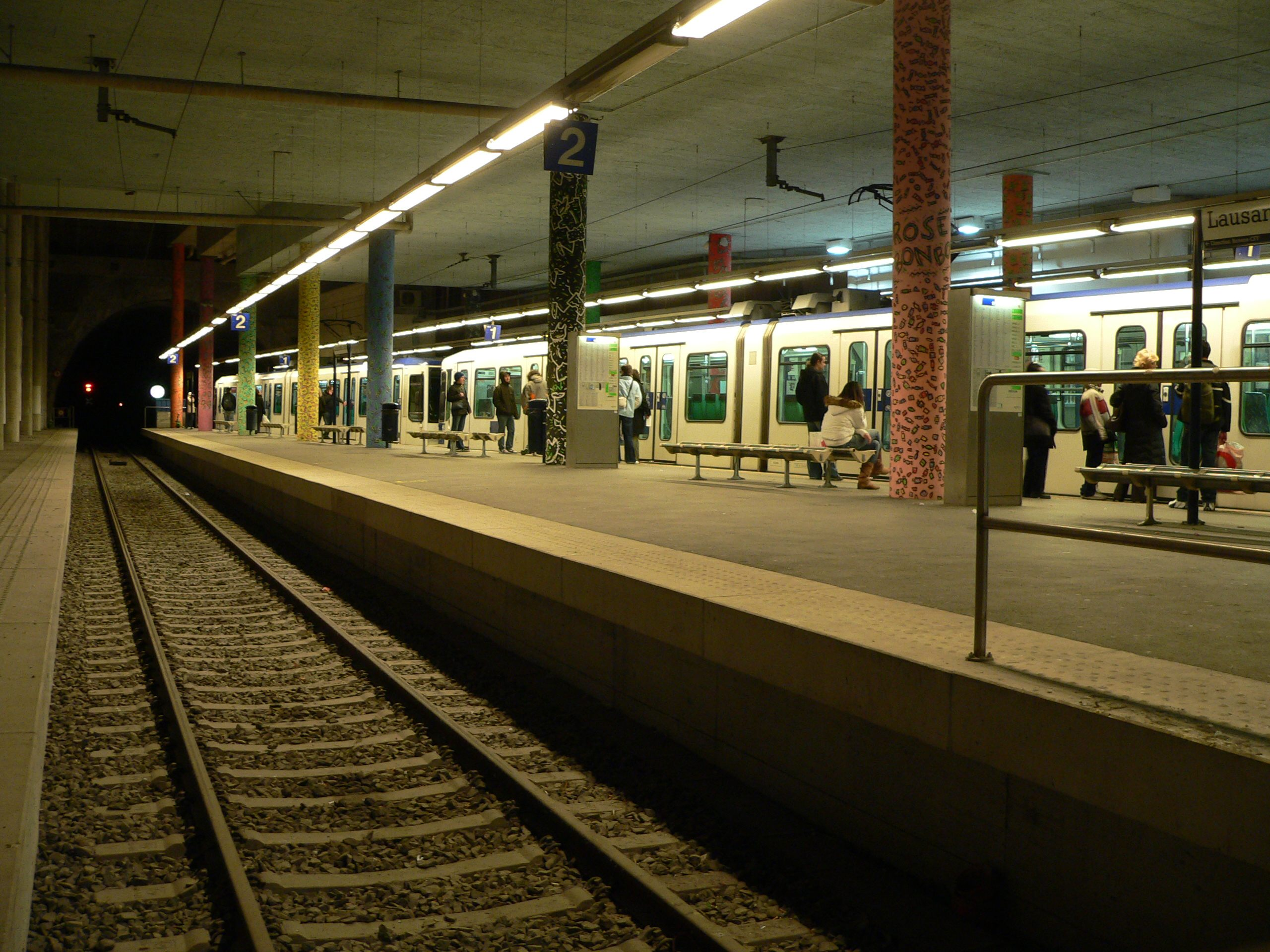
La station de métro Flon avant sa rénovation en 2008
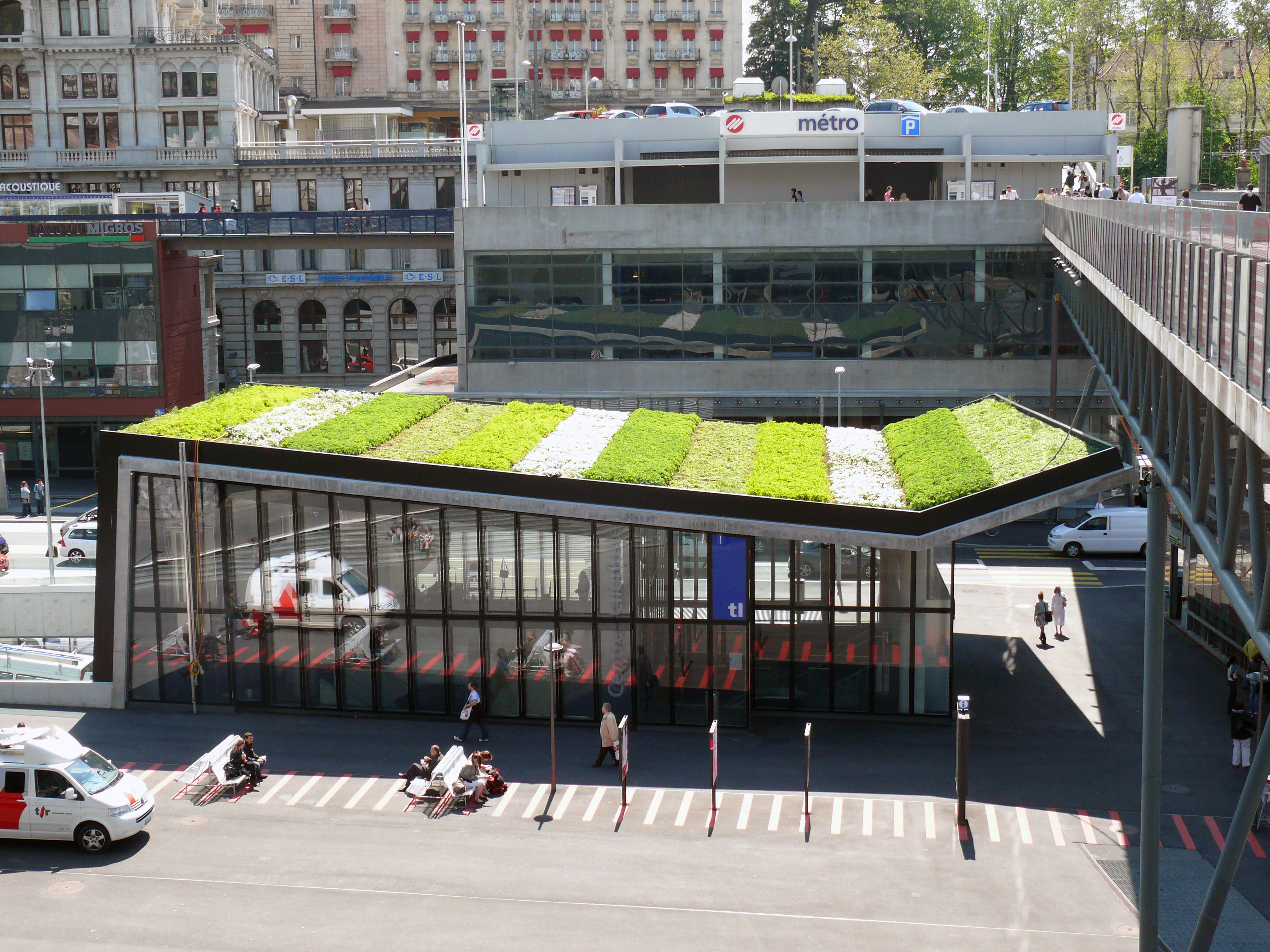
Agence commerciale des Transports publics de la région lausannoise
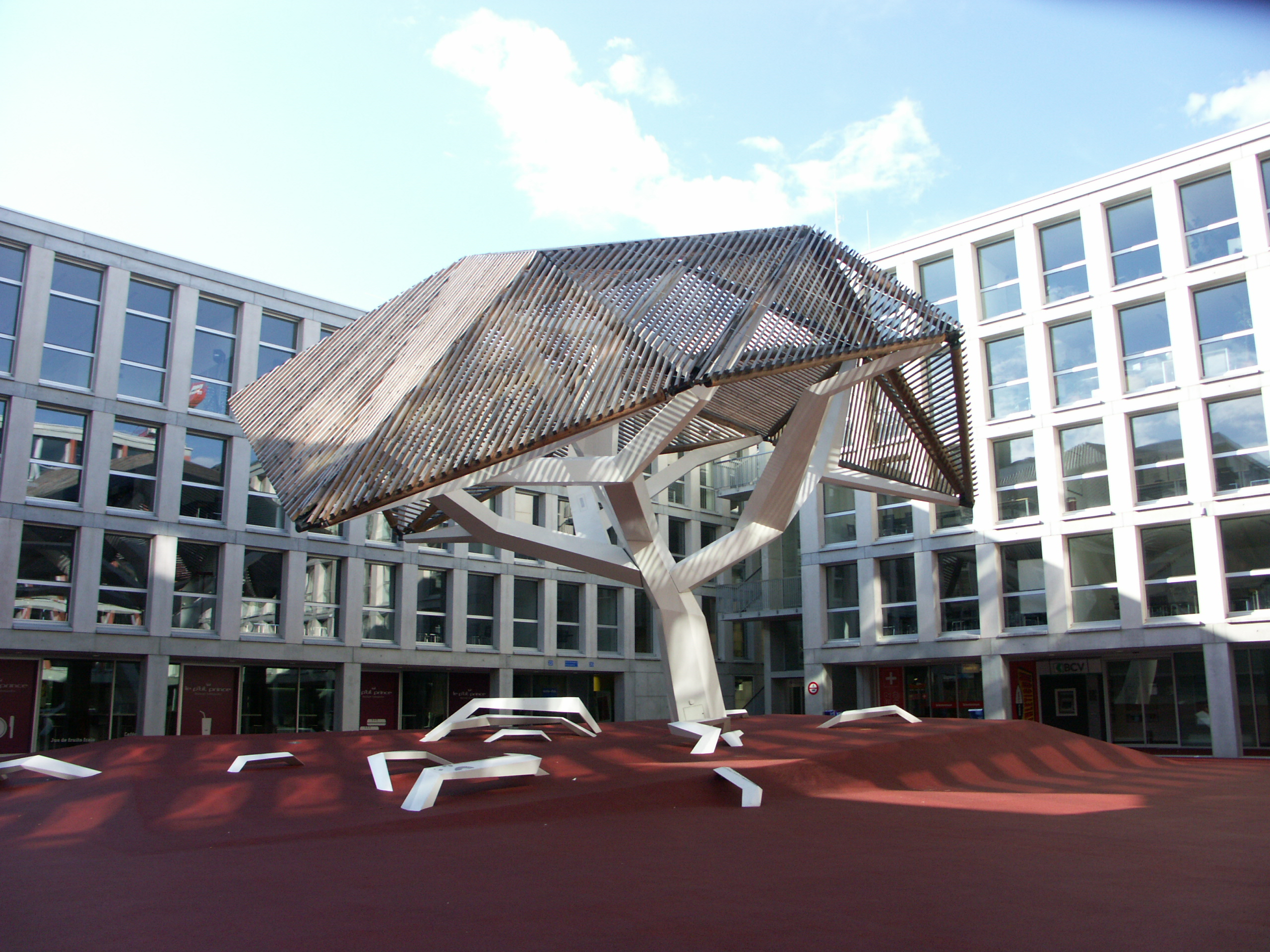
Nouveau bâtiment et aménagement urbain
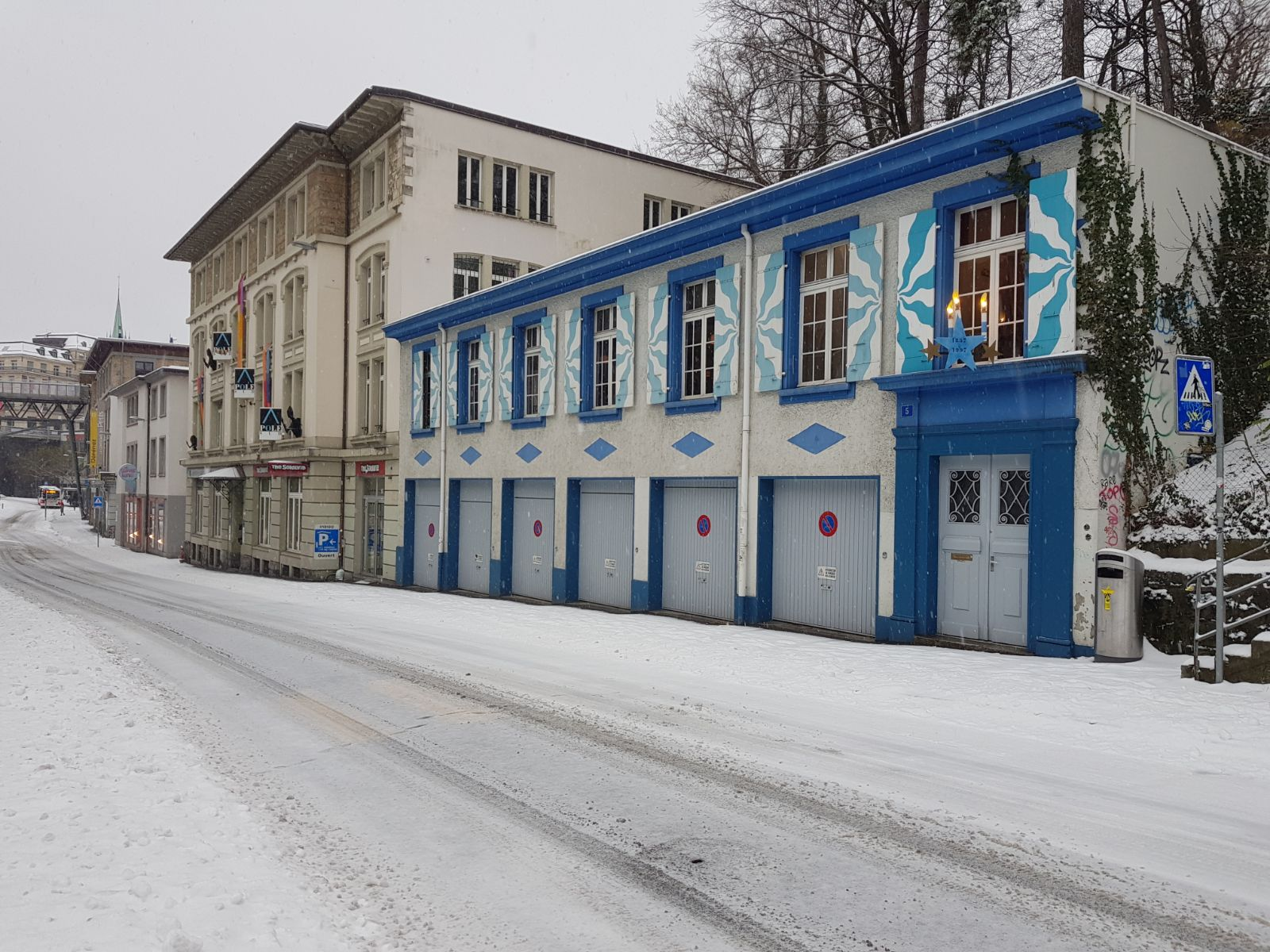
Maison de Stella dans le quartier du Flon à Lausanne (voir aussi Stella Valdensis)